# Liste der Biografien/Pie
Liste der Biografien |
Portal Biografien |
Personensuche
# |
A |
B |
C |
D |
E |
F |
G |
H |
I |
J |
K |
L |
M |
N |
O |
P |
Q |
R |
S |
T |
U |
V |
W |
X |
Y |
Z |
?
 
Pa |
Pc |
Pe |
Pf |
Ph |
Pi |
Pj |
Pk |
Pl |
Pm |
Pn |
Po |
Pr |
Ps |
Pt |
Pu |
Pv |
Pw |
Py
 
Pia |
Pib |
Pic |
Pid |
Pie |
Pif |
Pig |
Pih |
Pii |
Pij |
Pik |
Pil |
Pim |
Pin |
Pio |
Pip |
Piq |
Pir |
Pis |
Pit |
Piu |
Piv |
Piw |
Pix |
Piy |
Piz
Die Liste der Biografien führt alle Personen auf, die in der deutschsprachigen Wikipedia einen Artikel haben. Dieses ist eine Teilliste mit 1003 Einträgen von Personen, deren Namen mit den Buchstaben „Pie“ beginnt.

## Pie
- Pie, Louis-Édouard (1815–1880), römisch-katholischer Bischof von Poitiers in Frankreich
- Pié, Luisito (* 1994), dominikanischer Taekwondoin

### Pieb
- Piebalgs, Andris (* 1957), lettischer Diplomat, Politiker, Mitglied der Saeima und EU-Kommissar
- Pieber, Roland (* 1989), österreichischer Koch

### Piec
- Piec, Wilhelm (1915–1954), polnischer Fußballspieler
- Pièce, Roland (1897–1972), Schweizer Erfinder und Funkpionier
- Piëch, Anton (1894–1952), österreichischer Unternehmer
- Piech, Arkadiusz (* 1985), polnischer Fußballspieler
- Piech, Edward (* 1959), polnischer Radrennfahrer
- Piëch, Ferdinand (1937–2019), österreichischer Manager in Deutschland und Aufsichtsratsvorsitzender des VW-KonzernsFerdinand Piëch (1937–2019)

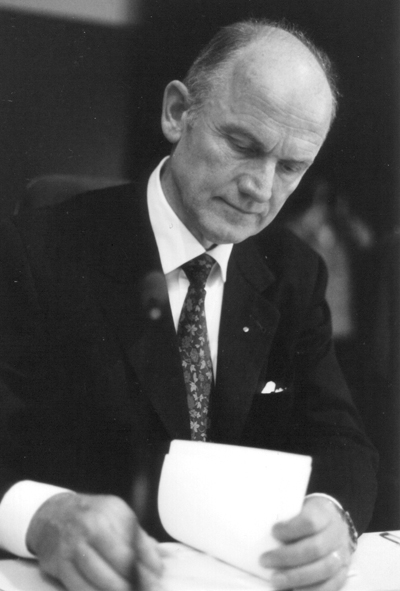
Ferdinand Piëch (1937–2019)

- Piëch, Kirsten (* 1962), deutsche Historikerin, Autorin und Initiatorin von sozialen Projekten
- Piëch, Louise (1904–1999), österreichische Unternehmerin
- Piëch, Ursula (* 1956), österreichische Wirtschaftsmanagerin, Ehefrau von Ferdinand Piëch
- Piecha, Barbara (* 1949), polnische Rennrodlerin
- Piecha, Bolesław (* 1954), polnischer Politiker
- Piecha, Michał (* 1979), polnischer Biathlet
- Piecha, Wolfgang, deutscher Diplomat und Botschafter
- Piechaczek, Andrzej (1937–2006), polnischer Radrennfahrer
- Piechaczek, Daniel (* 1974), deutscher Eishockeyschiedsrichter
- Piechaczek, Egon (1931–2006), polnischer Fußballspieler und Trainer
- Piechal, Marian (1905–1989), polnischer Schriftsteller
- Piéchaud, Dominique (1922–2011), französischer Bildhauer und Medailleur
- Piechele, Andrea (* 1987), italienischer Straßenradrennfahrer
- Piechl, Josef (1889–1961), deutscher Politiker (DBP), MdL, MdR
- Piechler, Arthur (1896–1974), deutscher Komponist und Organist
- Piechna, Grzegorz (* 1976), polnischer Fußballspieler
- Piechniak, Piotr (* 1977), polnischer Fußballspieler
- Piechniczek, Antoni (* 1942), polnischer Fußballspieler und -trainer
- Piechnik, Torben (* 1963), dänischer Fußballspieler
- Piechociński, Janusz (* 1960), polnischer Politiker
- Piechocki, Marek (* 1961), polnischer Unternehmer
- Piechocki, Reinhard (* 1949), deutscher Biologe
- Piechocki, Rudolf (1919–2000), deutscher Biologe und Hochschullehrer
- Piechocki, Stanisław (1955–2005), polnischer Verwaltungsjurist, Heimatforscher und Sachbuchautor
- Piechocki, Werner (1927–1996), deutscher Historiker und Archivar
- Piechota, Sławomir (* 1960), polnischer Politiker (Platforma Obywatelska), Mitglied des Sejm
- Piechota, Ulrike (1942–2024), deutsche Schriftstellerin und Kirchenmusikerin
- Piechotta, Anna (* 1981), deutsche Kabarettistin und Liedermacherin
- Piechotta, Paula (* 1986), deutsche Politikerin (Grüne) und Fachärztin für RadiologiePaula Piechotta (* 1986)

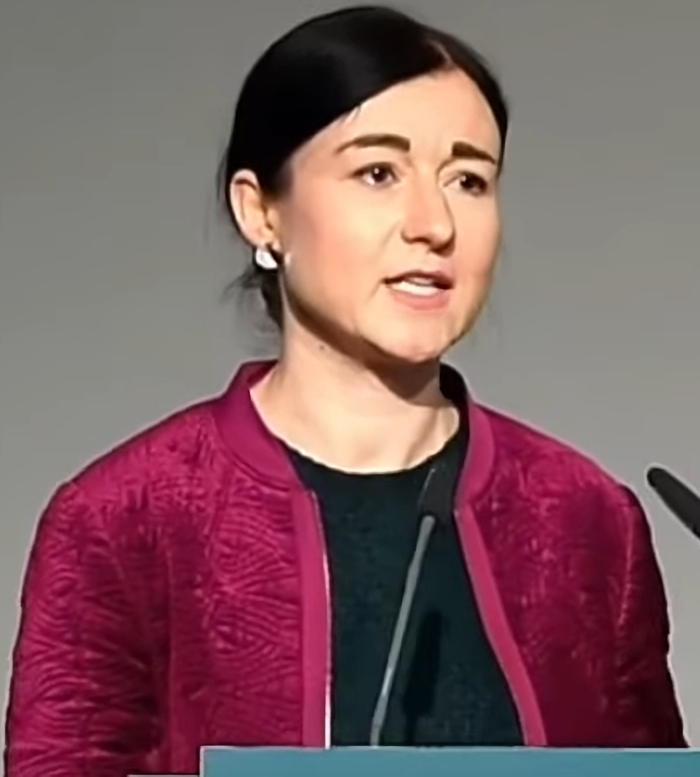
Paula Piechotta (* 1986)

- Piechowiak, Erwin (1936–2021), deutscher Fußballspieler
- Piechowiak, Ilka, deutsche Handballspielerin
- Piechowicz, Adam (* 1963), polnischer Politiker, Mitglied des Sejm
- Piechowski, Bolesław (1885–1942), polnischer katholischer Geistlicher, Opfer der nationalsozialistischen Verfolgung
- Piechowski, Kazimierz (1919–2017), polnischer KZ-Häftling und Widerstandskämpfer
- Piechowski, Laurin von (* 1994), deutscher Fußballspieler
- Piechula, Wilhelm (1873–1951), österreichischer Politiker (CSP), Landtagsabgeordneter
- Piechulek, Rene (* 1987), deutscher JockeyRene Piechulek (* 1987)

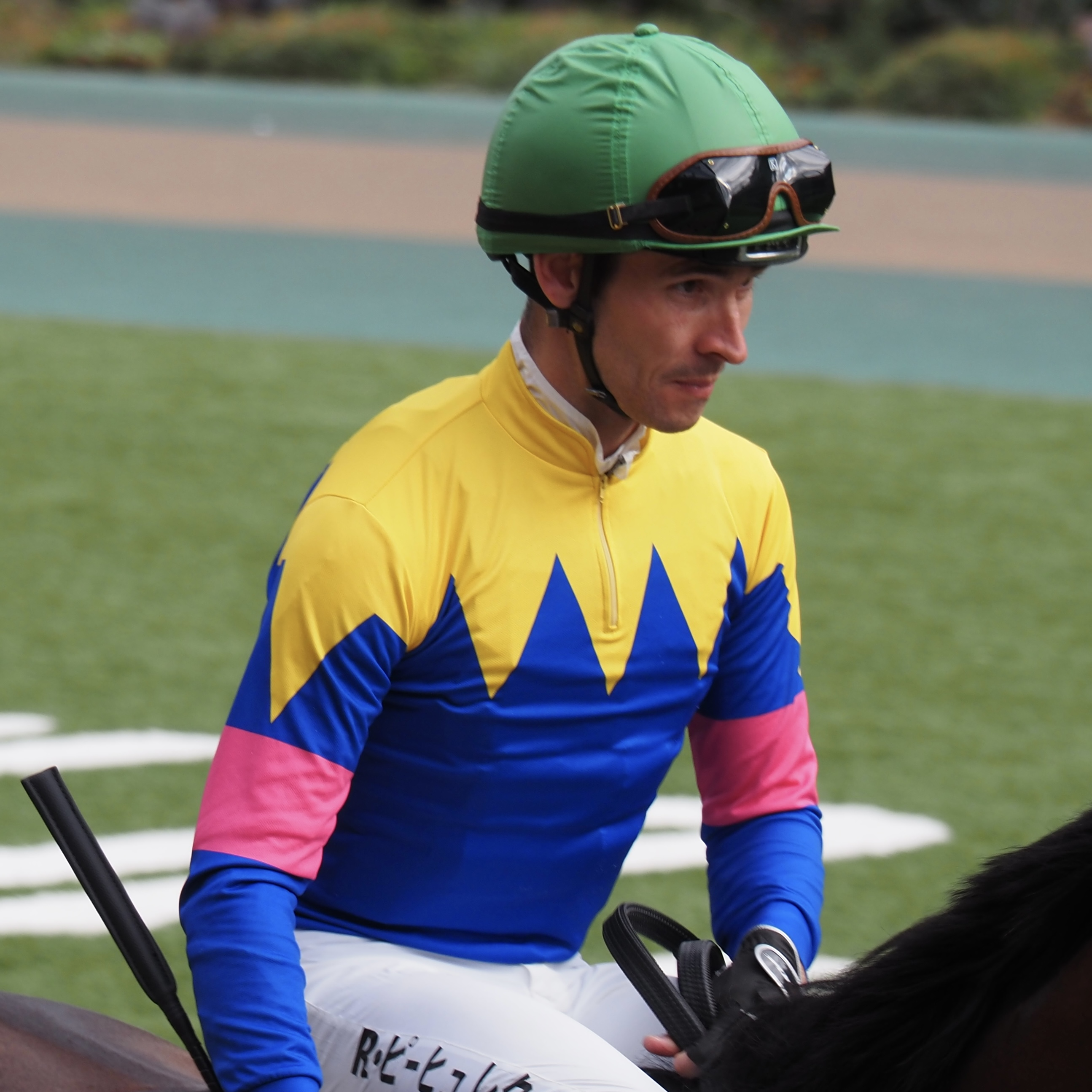
Rene Piechulek (* 1987)

- Piechulla, Birgit (* 1956), deutsche Biologin, Biochemikerin und Hochschullehrerin
- Piechutta, Annette (* 1952), deutsche Autorin
- Piechutta, Jacek (* 1969), deutsch-polnischer Eishockeyspieler
- Piechutta, Richard (* 1944), deutsch-polnischer Eishockeytrainer
- Piečia, Robertas (* 1966), litauischer Forstwirt und Politiker
- Pieck, Adri (1894–1982), niederländische Malerin
- Pieck, Anton Franciscus (1895–1987), niederländischer Maler, Zeichner und Grafiker
- Pieck, Arthur (1899–1970), deutscher Politiker (KPD, SED), Generaldirektor der Interflug
- Pieck, Gottfried (1903–1986), deutscher Politiker (CDU), MdL
- Pieck, Gretha (1898–1920), niederländische Malerin und Zeichnerin
- Pieck, Henri Christiaan (1895–1972), niederländischer Theologe, Friedensaktivist, Publizist
- Pieck, Kai S. (* 1962), deutscher Regisseur und Filmproduzent
- Pieck, Paul (* 1981), deutscher Kameramann
- Pieck, Wilhelm (1876–1960), deutscher Kommunist, Politiker (SPD, KPD, SED), MdR, MdV und Präsident der DDRWilhelm Pieck (1876–1960)

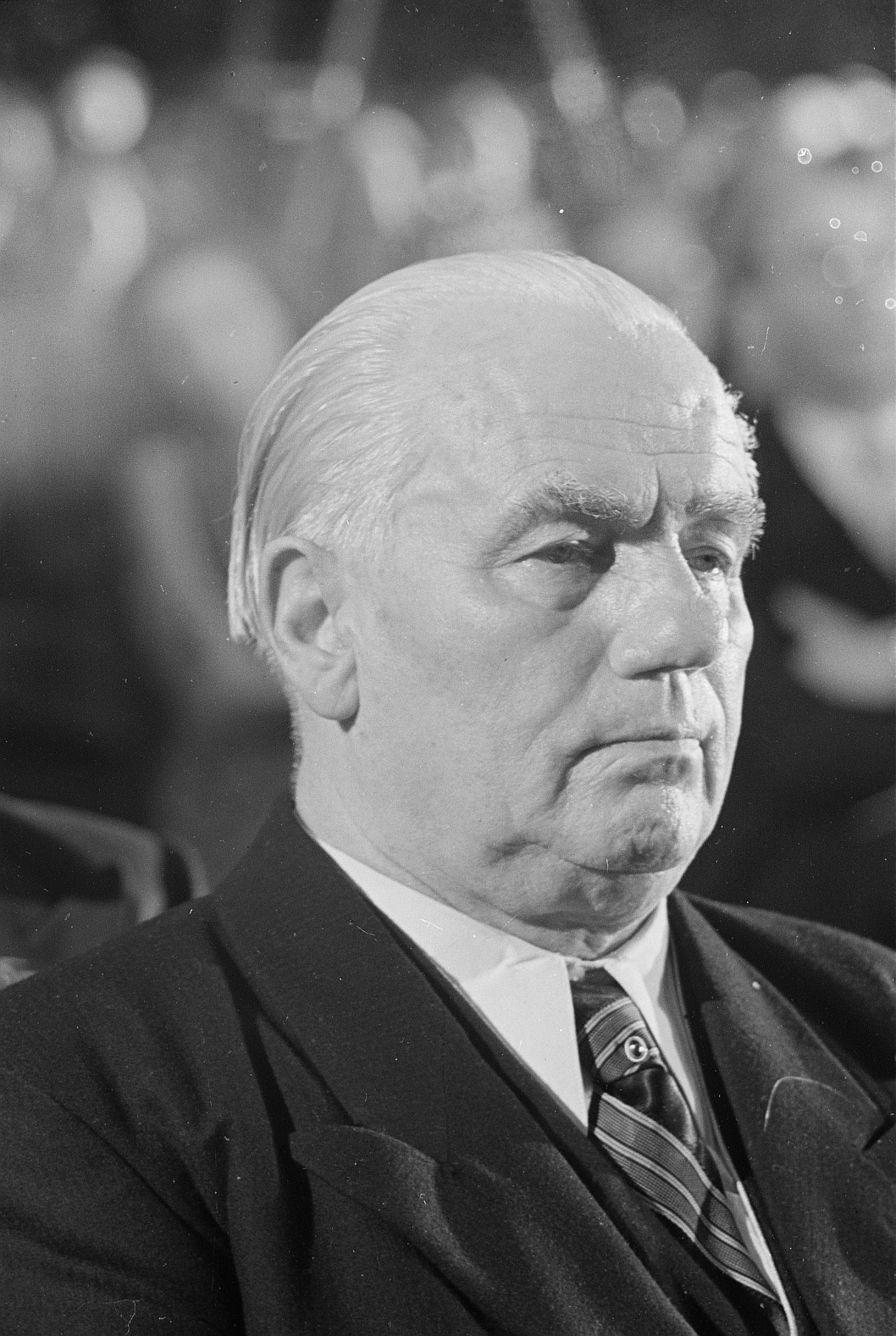
Wilhelm Pieck (1876–1960)

- Pieckenhagen, Martin (* 1971), deutscher Fußballtorhüter
- Pieckert, Eva Maria (* 1955), deutsche Schlagersängerin
- Piecko, Jan (* 1955), deutsch-polnischer Eishockeyspieler
- Piecq, Hermann (1859–1920), deutscher Unternehmer und Politiker
- Piecyk, Danuta (1950–2011), polnische Sprinterin
- Piecyk, Willi (1948–2008), deutscher Politiker (SPD), MdEP
- Pieczka, Franciszek (1928–2022), polnischer Schauspieler
- Pieczkowski, Niclas (* 1989), deutscher Handballspieler
- Pieczonka, Adrianne (* 1963), kanadische Opernsängerin (Sopran)
- Pieczonka, Albert (1828–1912), Pianist, Komponist und Musikpädagoge ostpreußischer Herkunft
- Pieczonka, Filip (* 2004), polnischer Tennisspieler
- Pieczonka, Katrin (* 1972), deutsche Malerin
- Pieczulis, Krystyna (* 1962), polnische Langstreckenläuferin
- Pieczyńska, Małgorzata (* 1960), polnische Schauspielerin
- Pieczynska-Reichenbach, Emma (1854–1927), Schweizer Abolitionistin und Frauenrechtlerin

### Pied
- Pied, Émilien (1907–1962), französischer römisch-katholischer Ordensgeistlicher, Apostolischer Präfekt von Vichada
- Pied, Jérémy (* 1989), französischer Fußballspieler
- Piedade, Daniela (* 1979), brasilianische Handballspielerin
- Piedade, Frederica (* 1982), portugiesische Tennisspielerin
- Piedade, José Gaspar, osttimoresischer Diplomat
- Piédagnel, Alexandre (1831–1903), französischer Schriftsteller
- Piedayesh, Leyla (* 1970), iranisch-deutsche Modeschöpferin und Unternehmerin
- Piedbœuf, Jean Louis (1838–1891), belgischer Unternehmer und Dampfkesselfabrikant
- Piedboeuf, Lambert (1863–1950), deutscher Bildhauer
- Piedels, Andrejs (* 1970), lettischer Fußballspieler
- Piedesack, Gordon (* 1972), deutscher Schauspieler, Synchron-, Hörspiel- und Off-Sprecher
- Piedimonte, Gloria (1955–2022), italienische Schauspielerin, Sängerin und Tänzerin
- Piedmont, Max Günther (1916–1989), deutscher Politiker (FDP), MdL
- Piedra Aguirre, José Bolivar (* 1965), ecuadorianischer römisch-katholischer Geistlicher und Bischof von Riobamba
- Piedra, Antonio (* 1985), spanischer Straßenradrennfahrer
- Piedra, Bayron (* 1982), ecuadorianischer Langstreckenläufer
- Piedra, Emiliano (* 1992), uruguayischer Fußballspieler
- Piedrabuena, Pedro (* 1971), US-amerikanischer Karambolagespieler
- Piedrahíta Sandoval, Luis Adriano (1946–2021), kolumbianischer Geistlicher, römisch-katholischer Bischof von Santa Marta
- Piedrahita, Juan (* 1992), kolumbianischer Automobilrennfahrer
- Piedras, José de las († 1839), mexikanischer Offizier

### Piee
- Pieëte, Marlous (* 1989), niederländische Fußballspielerin

### Pief
- Piefke, Friedrich (1907–1988), deutscher Politiker (SPD), MdA
- Piefke, Joachim (1921–2003), deutscher Manager und Direktor der Berliner Verkehrsbetriebe
- Piefke, Johann Gottfried (1815–1884), preußischer Militärmusiker und KomponistJohann Gottfried Piefke (1815–1884)

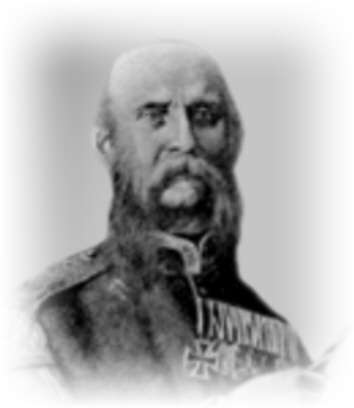
Johann Gottfried Piefke (1815–1884)

### Pieg
- Pieger, Nikolaus (1900–1983), deutscher römisch-katholischer Prälat
- Piegert, Rudolf (1924–2011), deutscher Maschinenbauingenieur und Hochschullehrer
- Piegler, Heinrich Gottfried (1797–1849), deutscher Unternehmer und Fabrikant
- Piegsa, Emil (1873–1952), deutscher Politiker (SPD), MdL
- Piegsa, Joachim (1930–2015), deutscher Ordensgeistlicher, Theologe und Moraltheologe
- Piegts, Claude (1934–1962), französischer Terrorist der Organisation de l’armée secrète (OAS)
- Piegzik, Madrin (* 1978), polnischer Fußballspieler

### Pieh
- Pieh, Inka (* 1987), österreichische Hörfunk- und Fernsehjournalistin
- Pieh, Sengbe, Anführer der Sklavenrevolte an Bord des spanischen Schiffes La AmistadSengbe Pieh

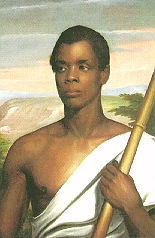
Sengbe Pieh

- Pieh, Stefan (* 1965), österreichischer Ophthalmologe
- Piehatzek, Anton (* 1780), Lehrer und Direktor der Gymnasien in Oppeln und Conitz
- Piehl, Ernst (* 1943), deutscher Politologe
- Piehl, Kurt (1928–2001), deutscher Widerstandskämpfer (Edelweißpirat)
- Piehl, Lorenz (* 1989), deutscher Filmregisseur und Drehbuchautor
- Piehl, Marcus (* 1985), schwedischer Schwimmer
- Piehl, Richard (1867–1922), deutscher Kaufmann und Politiker
- Piehler, Andreas (1888–1970), deutscher Geschäftsführer und Politiker (SPD), MdL Bayern
- Piehler, Raphaela (* 1988), deutsche Schwimmerin
- Piehler, Rolf (* 1928), deutscher Fußballspieler
- Piehler, Wilhelm (1873–1948), Landtagsabgeordneter Volksstaat Hessen
- Piehlmayer, Rudolf (* 1961), deutscher Dirigent

### Piek
- Piek, Christin (* 1889), belgischer Tauzieher
- Piek, Peter (* 1981), deutscher Maler, Songwriter, Multiinstrumentalist und Performance-Künstler
- Piek, Selena (* 1991), niederländische Badmintonspielerin
- Piekałkiewicz, Janusz (1925–1988), polnischer Historiker
- Piekar, Martin (* 1990), polnischer Schriftsteller
- Piekarska, Katarzyna (* 1967), polnische Politikerin, Mitglied des Sejm
- Piekarski, Claus (1943–2022), deutscher Arbeitsmediziner und Hochschullehrer
- Piekarski, Edward (1858–1934), polnisch-sowjetischer Linguist und Ethnograph
- Piékarski, Felix (1890–1965), deutscher Politiker (NSDAP), MdR, MdL und SS-Führer
- Piekarski, Gerhard (1910–1992), deutscher Mediziner und Parasitologe
- Piekarski, Grzegorz (* 1986), polnischer Rennrodler
- Piekarski, Julie (* 1963), US-amerikanische Schauspielerin
- Piekarski, Konrad (* 1993), polnischer Poolbillardspieler
- Piekarski, Marcin (* 1983), polnischer Rennrodler
- Piekarski, Mariusz (* 1975), polnischer Fußballspieler
- Piekarski, Piotr (* 1964), polnischer Leichtathlet
- Piekartz, Tess von (* 1992), niederländische Volleyballspielerin
- Pieke, Frank N. (* 1957), niederländischer Sinologe und Anthropologe
- Pieken, Gorch (* 1961), deutscher Historiker und Filmproduzent
- Piekenbrock, Andreas (* 1967), deutscher Rechtswissenschaftler
- Piekenbrock, Hans (1893–1959), deutscher Generalleutnant im Zweiten Weltkrieg
- Piekenbrock, Marietta (* 1964), deutsche Kuratorin, Dramaturgin, Autorin und Kulturmanagerin
- Piekenbrock, Ralf (* 1965), deutscher Politiker (Familien-Partei Deutschlands)
- Piekkanen, Jukka (* 1975), finnischer Wasserspringer

### Piel
- Piel, Anja (* 1965), deutsche Politikerin (Bündnis 90/Die Grünen), MdL
- Piel, Benjamin (* 1984), deutscher Journalist und Publizist
- Piel, Friedrich (1931–2016), deutscher Kunsthistoriker und Hochschullehrer
- Piel, Hansjürgen (* 1962), deutscher Fernsehjournalist
- Piel, Harry (1892–1963), deutscher Regisseur und SchauspielerHarry Piel (1892–1963)

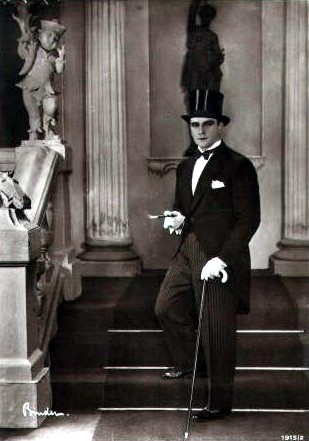
Harry Piel (1892–1963)

- Piel, Herbert (* 1957), deutscher Fotograf und Fotojournalist
- Piel, Jörn (* 1967), deutscher Chemiker, Mikrobiologe und Hochschullehrer
- Piel, Joseph M. (1903–1992), deutscher Romanist und Lusitanist
- Piel, Monika (* 1951), deutsche Journalistin und WDR-IntendantinMonika Piel (* 1951)

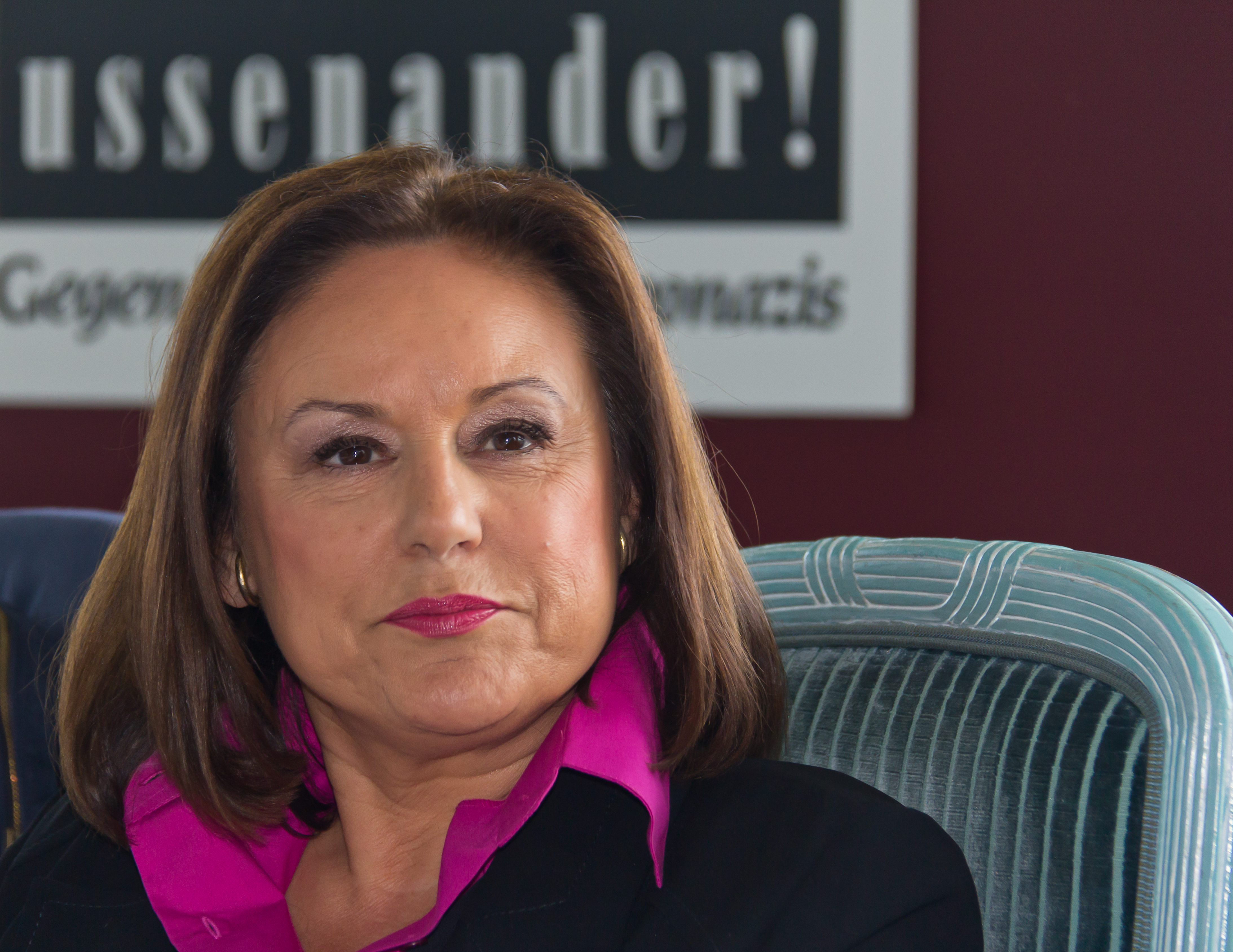
Monika Piel (* 1951)

- Piel, Peter (1835–1904), deutscher Komponist, Pädagoge und Musiktheoretiker
- Piel, Roger (1921–2002), französischer Radrennfahrer
- Pielasch, Helmut (1917–1986), deutscher Präsident des Blinden- u. Sehschwachen-Verbands der DDR
- Pielbusch, Heinz (1920–1991), deutscher Sänger und Schauspieler
- Pielen, Ludwig (1910–1998), deutscher Pflanzenbauwissenschaftler
- Pielen, Silke (* 1955), deutsche Schwimmerin
- Pielenz, Alfred (1898–1989), Eigentümer und Geschäftsführer des Herstellers von Näh- und Stickgarnen Amann & Söhne
- Pielenz, Gustav (1862–1944), deutscher Manager und Generaldirektor des Nahrungsmittelunternehmens Knorr
- Pieler Kolding, Mads (* 1988), dänischer Badmintonspieler
- Pieler, Erika (* 1977), österreichische Archäologin, Juristin und Präsidentin des Bundesdenkmalamtes
- Pieler, Franz (1835–1910), königlicher Bergrat
- Pieler, Franz (1869–1950), deutscher Bergbaufachmann und Generaldirektor der Ballestremschen Industriewerke und Besitzungen
- Pieler, Franz Ignatz (1797–1883), deutscher Landeshistoriker
- Pieler, Karl (1871–1939), deutscher Ingenieur und Generaldirektor
- Pieler, Peter E. (1941–2018), österreichischer Rechtswissenschaftler und Professor für Römisches Recht und Byzantinische Rechtsgeschichte an der Universität Wien
- Pieler, Roland († 1977), deutscher Polizeibeamter
- Pielert, Klaus (1922–2015), deutscher Karikaturist und Pressezeichner
- Pielhau, Miriam (1975–2016), deutsche Fernseh- und Hörfunkmoderatorin, Autorin und SchauspielerinMiriam Pielhau (1975–2016)

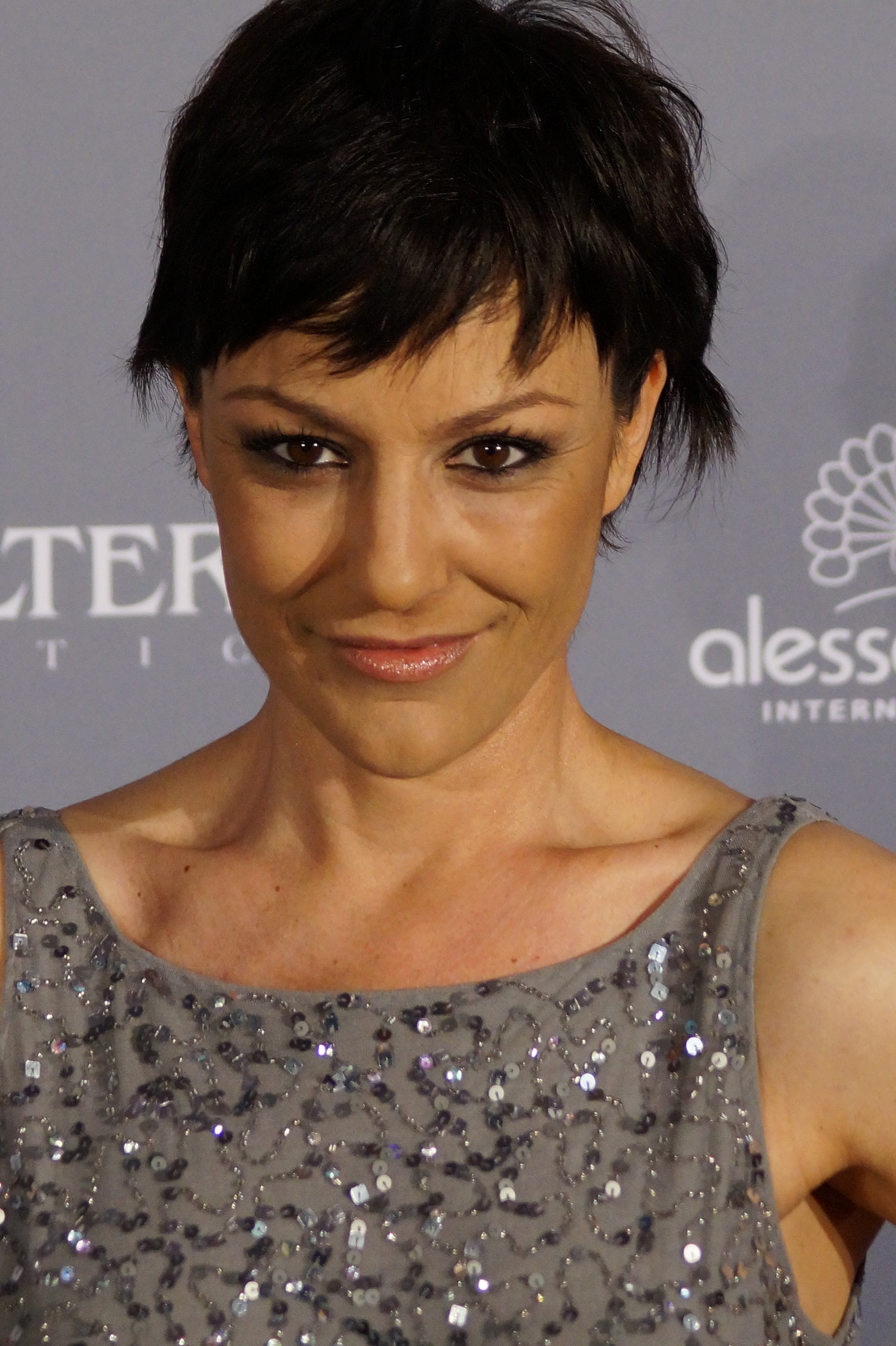
Miriam Pielhau (1975–2016)

- Pielke, Christiane (* 1963), deutsche Schwimmerin
- Pielke, Roger A. junior (* 1968), US-amerikanischer Hochschullehrer, Professor für Environmental Sciences
- Pielke, Roger A. senior (* 1946), US-amerikanischer Klimatologe
- Pieller, Kapistran (1891–1945), Franziskanerpater und Widerständler
- Piellusch, Carsten (* 1966), deutscher Jurist, Bürgermeister von Wunstorf
- Pielmann, Arlette (1937–1978), deutsche Schauspielerin, Malerin, Fotomodell
- Pielmann, Claudia (* 1959), deutsche Theater- und Fernsehschauspielerin
- Pielmann, Edmund Georg (1923–1985), deutscher Maler
- Pielmeier, John (* 1949), US-amerikanischer Drehbuchautor und Schauspieler
- Pielmeier, Markus (* 1987), deutscher Volleyballspieler
- Pielmeier, Thomas (* 1987), deutscher Eishockeyspieler
- Pielmeier, Timo (* 1989), deutscher Eishockeytorwart
- Pielou, E. C. (1924–2016), kanadische Ökologin
- Pielow, Johann-Christian (* 1957), deutscher Rechtswissenschaftler
- Pielow, Winfried (1924–2018), deutscher Literaturwissenschaftler, Schriftsteller und Hörspielautor
- Pielstick, Gustav (1890–1961), deutscher Maschinenbauingenieur
- Pielstick, Johann Ludwig Heinrich (1832–1898), Kaufmann, baptistischer Geistlicher
- Pielsticker, Ludwig von (1824–1900), k.k. Feldmarschallleutnant
- Pielsticker, Norbert (* 1952), deutscher Bildhauer
- Pieltain, Dieudonné-Pascal (1754–1833), belgischer Violinist und Komponist
- Pielużek, Aleksandra (* 1979), polnische Leichtathletin

### Piem
- Piem (1923–2020), französischer Karikaturist und Zeichner
- Piemann, Walter (1926–1965), österreichischer Kanute
- Piemonte, Martina (* 1997), italienische FußballspielerinMartina Piemonte (* 1997)

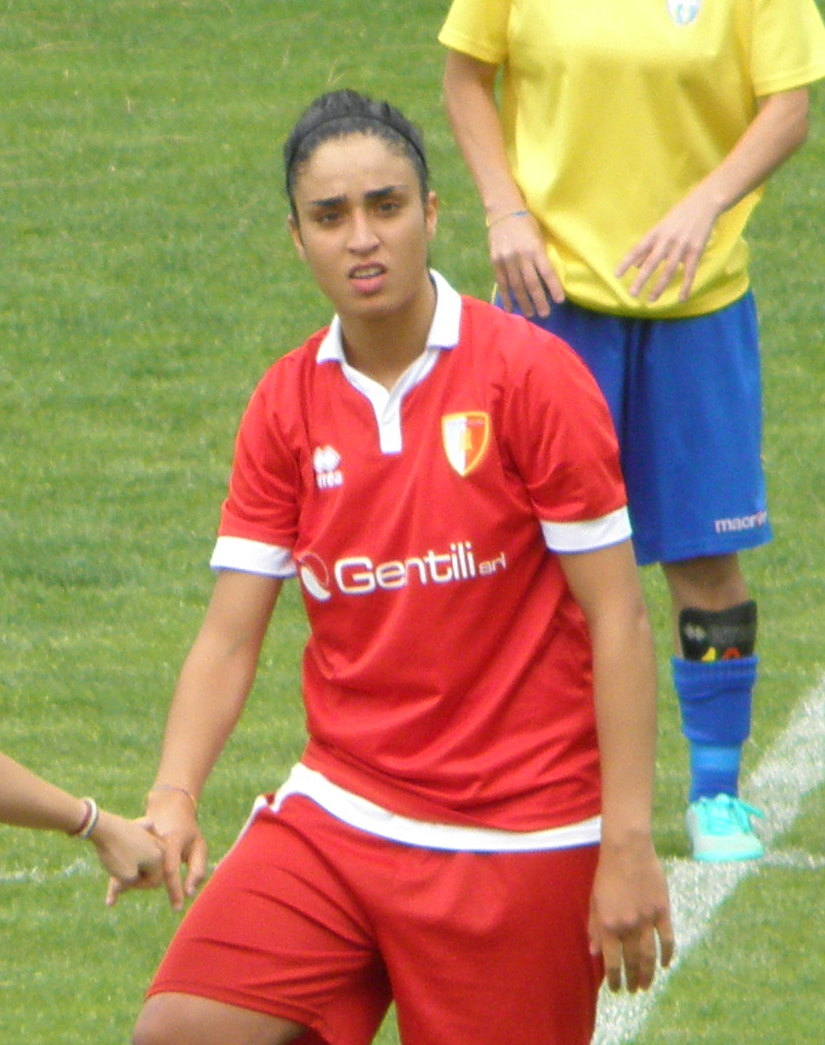
Martina Piemonte (* 1997)

- Piemontese, Giuseppe (* 1946), italienischer Ordensgeistlicher, römisch-katholischer Bischof von Terni-Narni-Amelia
- Piemontesi, Domenico (1903–1987), italienischer Radrennfahrer
- Piemontesi, Francesco (* 1983), Schweizer Pianist

### Pien
- Pienaar, Filippus Fourie (1877–1948), südafrikanischer Diplomat
- Pienaar, Francois (* 1967), südafrikanischer Rugby-Spieler
- Pienaar, Jonathan (* 1962), südafrikanischer Schauspieler, Autor, Synchronsprecher und Komiker
- Pienaar, Louis (1926–2012), südafrikanischer Rechtsanwalt und Politiker
- Pienaar, Michael (* 1978), namibischer Fußballspieler
- Pienaar, Steven (* 1982), südafrikanischer Fußballspieler
- Piendibene, José (1890–1969), uruguayischer Fußballspieler
- Piendl, Josef (* 1964), deutscher Humorist
- Piendl, Max (1918–1989), deutscher Historiker und Archivar
- Piendl, Stefan (* 1965), deutscher Manager in der Musikbranche
- Piene, Chloe (* 1972), bildende Künstlerin
- Piene, Otto (1928–2014), deutscher bildender KünstlerOtto Piene (1928–2014)

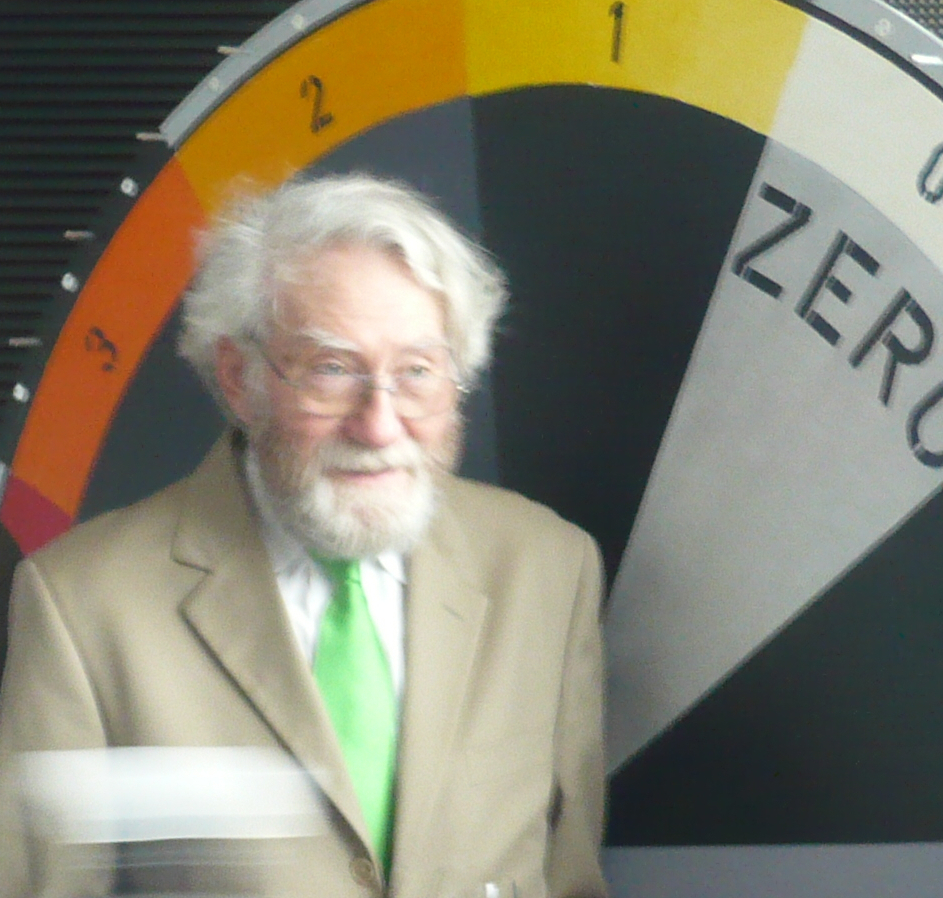
Otto Piene (1928–2014)

- Piene, Ragni (* 1947), norwegische Mathematikerin
- Pieneman, Jan Willem (1779–1853), niederländischer Maler
- Pieneman, Nicolaas (1809–1860), niederländischer Maler
- Pienemann, Manfred (* 1951), deutscher Anglist
- Piening, Adolf Cornelius (1910–1984), deutscher U-Boot-Kommandant im Zweiten Weltkrieg und Offizier der Bundesmarine
- Piening, Gesche (* 1978), deutsche Schauspielerin und Regisseurin
- Piening, Hermann (1888–1968), deutscher Kapitän
- Piening, Peter F. (* 1942), deutscher Bildhauer
- Piening, Theodor (1831–1906), niederdeutscher Autor
- Pienitz, Christian Gotthelf (1774–1839), deutscher Arzt und Geburtshelfer
- Pienitz, Ernst Gottlob (1777–1853), deutscher Arzt und Psychiater
- Pienitz, Hans (* 1988), US-amerikanisch-deutscher Eishockeyspieler
- Pienkny, Ronald (* 1969), deutscher Jurist und Staatssekretär im Justizministerium Brandenburg
- Pieńko, Tomasz (* 2004), polnischer Fußballspieler
- Pienkos, Carolin (* 1970), deutsch-österreichische Theater- und Opernregisseurin
- Pieńkowski, Ignacy (1877–1948), polnischer Maler
- Pieńkowski, Stefan (1883–1953), polnischer Experimentalphysiker
- Piennes, Eugène d’Halwin de (1825–1911), französischer Diplomat
- Pienßel, Franz (1959–2016), deutscher Politiker (CSU), MdL
- Pientka, Andreas (* 1993), deutscher Jazzmusiker (Kontrabass, Komposition)
- Pientka, Falko (* 1984), deutscher theoretischer Physiker
- Pienz, Robert (* 1965), österreichischer Theaterintendant, Regisseur und Schauspieler

### Piep
- Piepenbring, Dan (* 1986), amerikanischer Journalist
- Piepenbring, Karl (1840–1928), Landtagsabgeordneter
- Piepenbring, Meike (* 1967), deutsche Botanikerin und Mykologin
- Piepenbrink, Karen (* 1969), deutsche Althistorikerin
- Piepenbrink, Wilhelm (1897–1960), deutscher Politiker (SPD), MdL
- Piepenbrock, Hartwig (1937–2013), deutscher Unternehmer
- Piepenburg, Detlef (* 1956), deutscher Jurist und Politiker
- Piepenburg, Horst (* 1954), deutscher Jurist und Insolvenzverwalter
- Piepenburg, Jürgen (1941–2025), deutscher Fußballspieler
- Piepenhagen, August (1791–1868), Prager Landschaftsmaler
- Piepenhagen, Charlotte (1821–1902), böhmische Malerin
- Piepenschneider, Kurt (1901–1956), deutscher Architekt und Stadtbaudirektor der Stadt Braunschweig
- Piepenstock, Hermann Diedrich (1782–1843), deutscher Kaufmann und Unternehmer
- Pieper, Amos (* 1998), deutscher Fußballspieler
- Pieper, Annemarie (1941–2024), deutsche Philosophin, Hochschullehrerin und Schriftstellerin
- Pieper, Antje (* 1969), deutsche Moderatorin, Redakteurin und ReporterinAntje Pieper (* 1969)

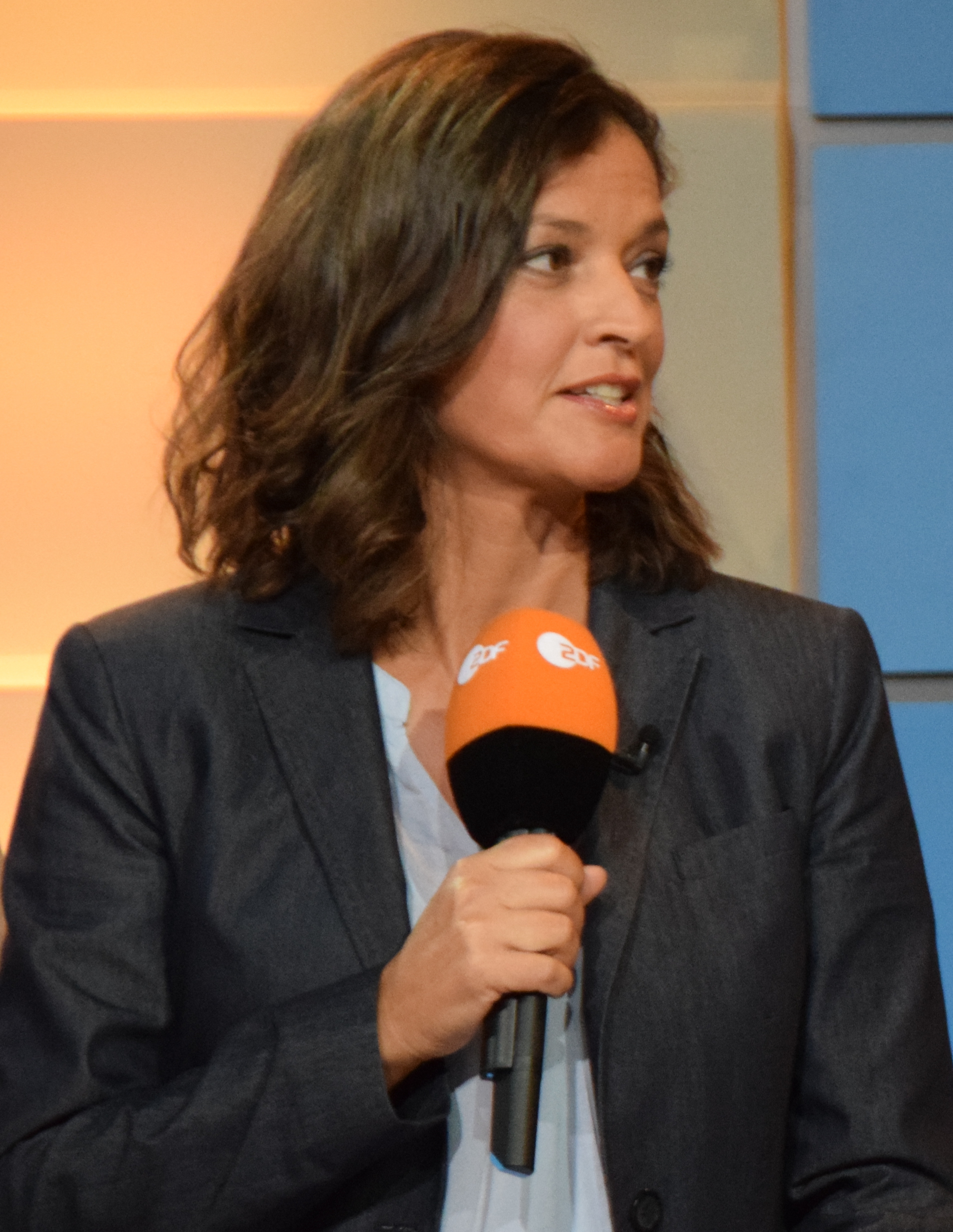
Antje Pieper (* 1969)

- Pieper, Anton (1854–1908), deutscher Kirchenhistoriker
- Pieper, August (1844–1891), deutscher Architekt
- Pieper, August (1866–1942), deutscher Theologe und Politiker (Zentrum), MdR
- Pieper, Cécile (* 1994), deutsche Hockeyspielerin
- Pieper, Celena (* 1995), deutsche Musicaldarstellerin
- Pieper, Christian (1843–1934), deutscher Porträt-, Genre- und Landschaftsmaler
- Pieper, Christiane (* 1962), deutsche Comiczeichnerin und Illustratorin
- Pieper, Cornelia (* 1959), deutsche Politikerin (FDP), MdL
- Pieper, Dietmar (* 1963), deutscher Journalist und Autor
- Pieper, Dorina (* 1970), deutsche Biathletin
- Pieper, Ernst (1928–1995), deutscher Industriemanager
- Pieper, Eva (* 1956), deutsch-niederländische Regisseurin, Trainerin und Übersetzerin
- Pieper, Frank (* 1963), deutscher Brigadegeneral der Bundeswehr
- Pieper, Georg (* 1953), deutscher Psychotherapeut
- Pieper, Gerd (1942–2023), deutscher Architekt
- Pieper, Gerd (1943–2024), deutscher Unternehmer, Sport- und Verbandsfunktionär und Kommunalpolitiker
- Pieper, Gerhard (1940–1978), deutscher römisch-katholischer Geistlicher, Jesuit, Missionar und Märtyrer
- Pieper, Gudrun (* 1956), deutsche Politikerin (CDU), MdL
- Pieper, Hans (* 1878), deutscher Forstmeister
- Pieper, Hans (1882–1946), deutscher Architekt, Denkmalpfleger und Baubeamter
- Pieper, Hans (1902–1980), deutscher Gestapobeamter und SS-Führer
- Pieper, Hans (1929–2019), deutscher Kaufmann und Vizepräsident der IHK Saarbrücken
- Pieper, Hans-Joachim (* 1958), deutscher Philosoph, Hochschullehrer, kommissarischer Rektor der Alanus Hochschule
- Pieper, Harald (* 1942), deutscher Zoologe und Paläontologe
- Pieper, Harry (1907–1978), deutscher Interpret des Buddhismus
- Pieper, Heinrich (1878–1953), deutscher Setzer und Politiker (SPD)
- Pieper, Heinrich (1881–1960), deutscher Bergmann und Politiker (SPD, USPD), MdR
- Pieper, Helmut (1922–2011), deutscher Jurist und Hochschullehrer
- Pieper, Hermann (1839–1904), deutscher Bergwerksdirektor und Abgeordneter
- Pieper, Hermann (1881–1962), deutscher Kommunalpolitiker
- Pieper, Hermann (1881–1954), deutscher Saatgutforscher
- Pieper, Ilse (1904–1979), deutsche Malerin
- Pieper, Irene (* 1967), deutsche Germanistin
- Pieper, Jan (* 1944), deutscher Architekturhistoriker und Hochschullehrer
- Pieper, Jens (* 1968), deutscher Bogenschütze
- Pieper, Jo (1893–1971), deutscher Maler und Grafiker
- Pieper, Johann (1903–1985), deutscher Politiker (SPD), MdL
- Pieper, Josef (1904–1997), deutscher christlicher Philosoph
- Pieper, Jost (* 1972), deutscher Schauspieler
- Pieper, Julius (1882–1959), deutscher Politiker (CDU), MdL
- Pieper, Karl (1879–1959), deutscher Verwaltungsbeamter und Politiker (CDU)
- Pieper, Karl (1886–1951), deutscher Zahnarzt und hoher Funktionär im Nationalsozialismus
- Pieper, Katharina (* 1962), deutsche Kalligrafin und Schriftkünstlerin
- Pieper, Klaus (1913–1995), deutscher Bauingenieur und Statiker
- Pieper, Leonie (* 1992), deutsche Ruderin
- Pieper, Lorenz (1875–1951), Priester und Nationalsozialist
- Pieper, Marianne (* 1949), deutsche Soziologin
- Pieper, Markus (* 1963), deutscher Politiker (CDU), MdEPMarkus Pieper (* 1963)

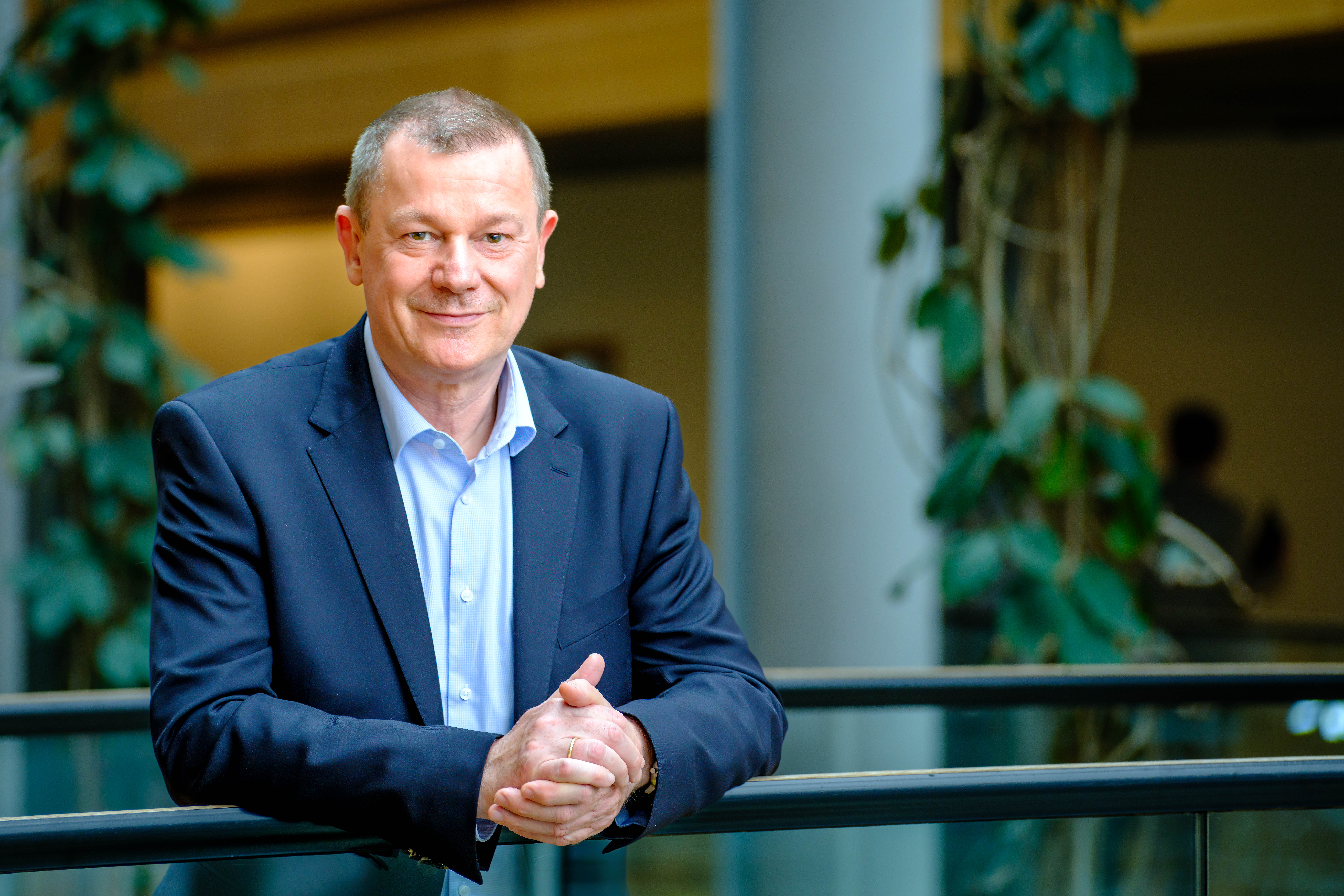
Markus Pieper (* 1963)

- Pieper, Markus (* 1969), deutscher Ballonfahrer
- Pieper, Max (1882–1941), deutscher Ägyptologe und Gymnasiallehrer
- Pieper, Monika (* 1963), deutsche Politikerin (Piratenpartei)
- Pieper, Otto (1909–1944), deutscher Politiker (NSDAP)
- Pieper, Paul (1912–2000), deutscher Kunsthistoriker
- Pieper, Peter (* 1953), deutscher Prähistoriker, Runologe und forensischer ArchäologePeter Pieper (* 1953)

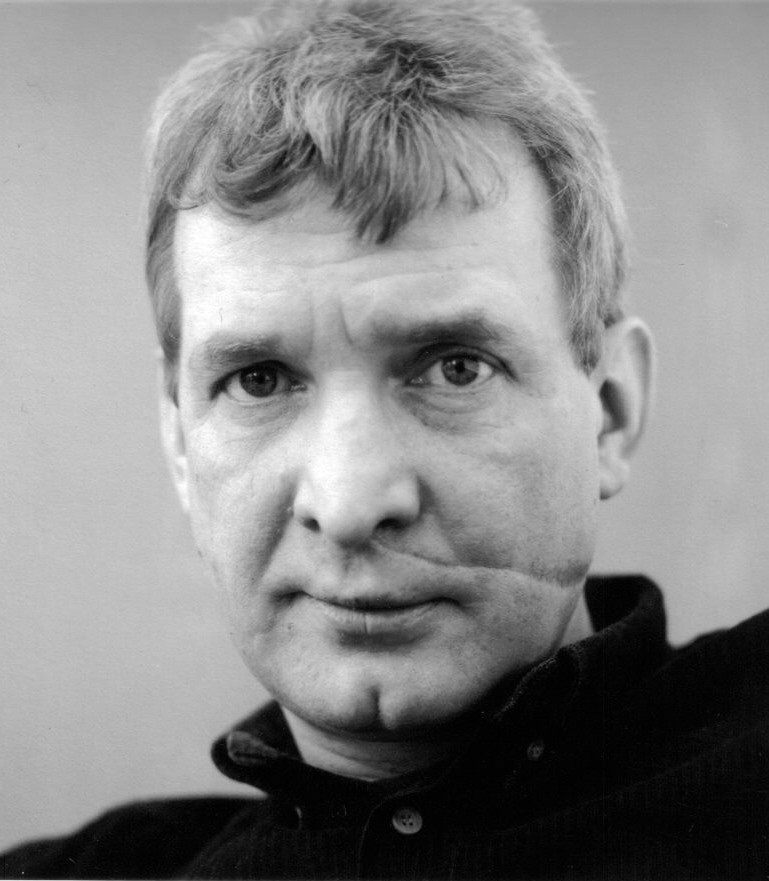
Peter Pieper (* 1953)

- Pieper, Renate (* 1956), deutsche Historikerin
- Pieper, Richard (1923–1985), deutscher Gewerkschafter (FDGB) und Politiker (SED)
- Pieper, Roland (* 1961), deutscher Kunsthistoriker, Wissenschaftsautor und Fotograf
- Pieper, Ronald (1948–2007), Schweizer Segelsportler
- Pieper, Stefan (* 1982), deutscher Skispringer
- Pieper, Stefan Ulrich (* 1959), deutscher Beamter und Rechtswissenschaftler
- Pieper, Stephanie, deutsche Journalistin und Medienmanagerin
- Pieper, Steven C. (1943–2018), US-amerikanischer Physiker
- Pieper, Vincenz (1903–1983), deutscher Maler und Schöpfer von Kirchenfenstern
- Pieper, Vivien (* 1982), deutsche Autorin, Filmemacherin und Dozentin
- Pieper, Waldemar (1871–1945), deutscher Konteradmiral der Kaiserlichen Marine
- Pieper, Werner (* 1948), deutscher Autor und Verleger
- Pieper, Wilhelm (1826–1898), deutscher Revolutionär, Journalist und Lehrer
- Pieper, Wilhelm (1918–2007), deutscher Politiker (CDU), MdL
- Pieper, Willy (1911–1990), Schweizer Regattasegler
- Pieper-von Heiden, Ingrid (* 1948), deutsche Politikerin (FDP), MdL
- Pieperbeck, Otto (1892–1965), preußischer Verwaltungsbeamter und Landrat (NSDAP)
- Piepgras, Hans-Heinrich (* 1961), deutscher Politiker (Piratenpartei)
- Piepgras, Ilka (* 1964), deutsche Journalistin und Schriftstellerin
- Piepgras, Uwe (1933–2017), deutscher Neuroradiologe und Hochschullehrer
- Piepho, Hans (1909–1993), deutscher Zoologe, Forscher und Hochschullehrer
- Piepho, Hans-Eberhard (1929–2004), deutscher Didaktiker der englischen Sprache und Literatur, Hochschullehrer
- Piepho, Karl (1882–1959), deutscher Lehrer, Heimatforscher, Heimatdichter und Schulbuch-Autor
- Piepho, Karl Johann Nikolaus (1869–1920), deutscher Stillleben-, Landschafts- und Bildnismaler
- Piepho, Katrin (* 1976), deutsche Juristin, Rechtsanwältin, Notarin und Richterin
- Piepho, Ruth (1920–1996), deutsche Schauspielerin und Synchronsprecherin
- Piepke, Joachim Georg (1943–2024), deutscher Ordenspriester und Theologe
- Piéplu, Claude (1923–2006), französischer SchauspielerClaude Piéplu (1923–2006)

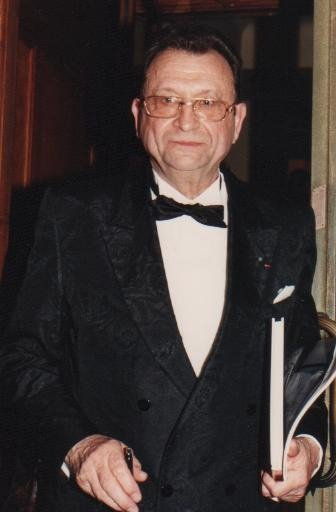
Claude Piéplu (1923–2006)

- Piepoli, Leonardo (* 1971), italienischer Radrennfahrer
- Pieprzyca, Igor (* 2008), polnischer Fußballspieler

### Pier
- Pier Guidi, Alessandro (* 1983), italienischer Rennfahrer
- Pier Luigi I. Farnese, italienischer Adeliger
- Pier, Angelina (* 1992), deutsche Taekwondo-Sportlerin
- Pier, Heinz (* 1957), deutscher Fußballspieler
- Pier, Jean-Paul (1933–2016), luxemburgischer Mathematiker
- Pier, Matthias (1882–1965), deutscher Chemiker und Manager in der chemischen Industrie

#### Piera
- Piera, Schlomo de, spanisch-jüdischer Dichter
- Piera, Vicenç (1903–1960), spanischer Fußballspieler
- Pieraccini, Giovanni (1918–2017), italienischer Journalist, Politiker, Mitglied der Abgeordnetenkammer, Senator und Minister
- Pieraccioni, Leonardo (* 1965), italienischer Schauspieler, Filmregisseur und Drehbuchautor
- Pieracki, Bronisław (1895–1934), polnischer Politiker, Mitglied des Sejm und OffizierBronisław Pieracki (1895–1934)

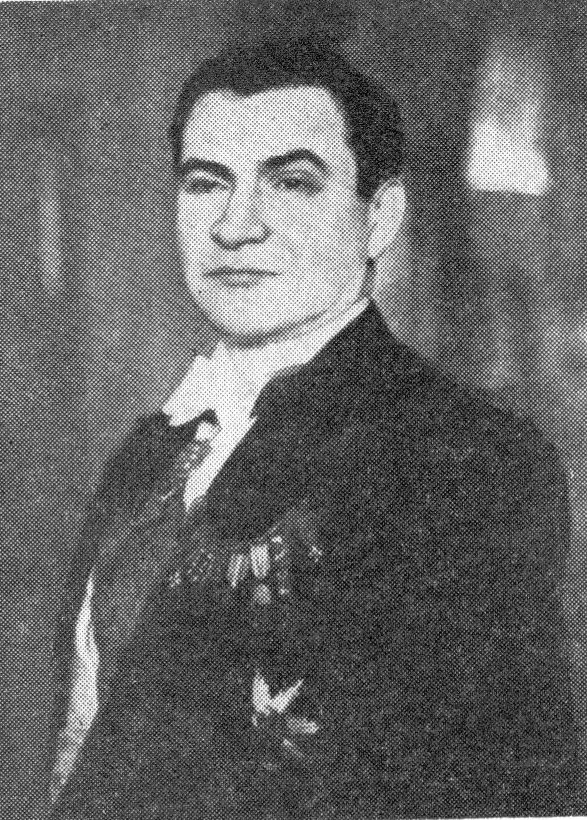
Bronisław Pieracki (1895–1934)

- Pierantoni, Aldo (* 1911), italienischer Diplomat
- Pierantoni, Augusto (1840–1911), italienischer Jurist und Politiker
- Pierantoni-Mancini, Grazia (1841–1915), italienische Schriftstellerin und Dichterin
- Pierantozzi, Emanuela (* 1968), italienische Judoka
- Pierantozzi, Sandra (* 1953), palauische Politikerin
- Pieranunzi, Enrico (* 1949), italienischer Jazzpianist, Komponist und Arrangeur
- Piérard, Frédéric (1905–1944), belgischer römisch-katholischer Geistlicher und Märtyrer
- Piérard, Henri Joseph Marius (1893–1975), römisch-katholischer Bischof von Beni
- Pierard, Madeleine, neuseeländische Opernsängerin
- Piérard, René-Joseph (1899–1994), französischer Geistlicher, römisch-katholischer Bischof von Châlons
- Piérart, Marcel (* 1945), belgischer Klassischer Philologe und Althistoriker
- Pierazzo, Elisabetta (1963–2011), italienische Astronomin

#### Pierb
- Pierbenedetti, Mariano (1538–1611), italienischer Kardinal und Bischof
- Pierburg, Alfred (1903–1975), deutscher Industrieller
- Pierburg, Bernhard (1869–1942), deutscher Unternehmer
- Pierburg, Walter (1896–1937), deutscher Unternehmer

#### Pierc
- Pierce, Alec (* 2000), US-amerikanischer American-Football-Spieler
- Pierce, Alice (* 1957), US-amerikanische Opernsängerin (Sopran), Opernregisseurin und Gesangspädagogin
- Pierce, Alissa (* 1986), amerikanisch-luxemburgische Basketballspielerin
- Pierce, Antonio (* 1978), US-amerikanischer Footballspieler
- Pierce, Benjamin (1757–1839), US-amerikanischer Politiker
- Pierce, Bill (* 1948), US-amerikanischer Jazz-Saxophonist
- Pierce, Billie (1907–1974), US-amerikanische Jazzpianistin und Sängerin
- Pierce, Bradley (* 1982), US-amerikanischer Schauspieler und SynchronsprecherBradley Pierce (* 1982)

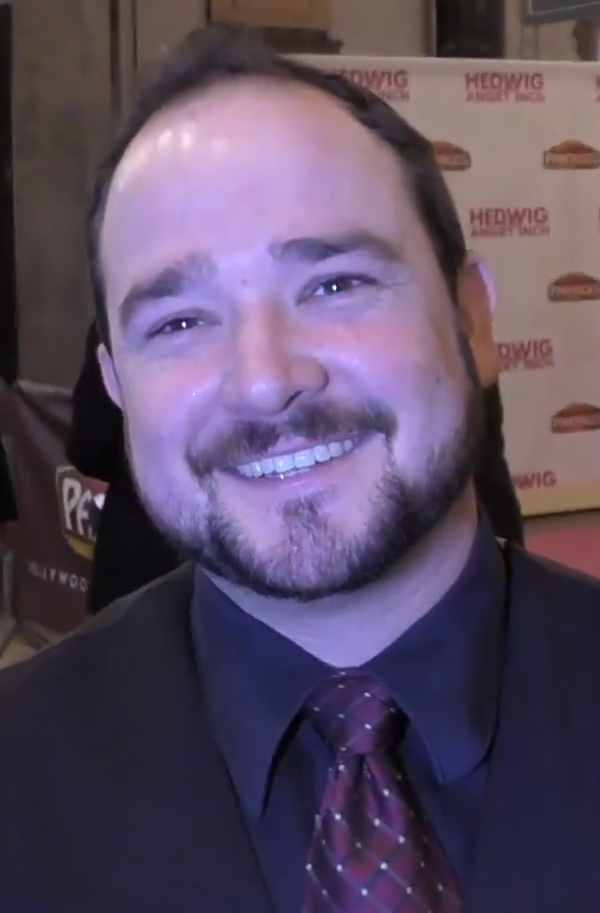
Bradley Pierce (* 1982)

- Pierce, Brock (* 1980), US-amerikanischer Unternehmer
- Pierce, Charles (* 1890), US-amerikanischer Jazzmusiker
- Pierce, Charles (1926–1999), amerikanischer Schauspieler und Travestiekünstler
- Pierce, Charles B. (1938–2010), US-amerikanischer Filmregisseur und -produzent, Schauspieler und Drehbuchautor
- Pierce, Charles C. (1861–1946), US-amerikanischer Fotograf und Betreiber einer Foto-Agentur
- Pierce, Charles Wilson (1823–1907), US-amerikanischer Politiker
- Pierce, Chester (1927–2016), US-amerikanischer Psychiater
- Pierce, Chuck Jr. (* 1962), US-amerikanischer Filmschauspieler
- Pierce, Dameon (* 2000), US-amerikanischer American-Football-Spieler
- Pierce, David (1786–1872), US-amerikanischer Richter und Politiker, der State Auditor von Vermont war
- Pierce, David Hyde (* 1959), US-amerikanischer Schauspieler
- Pierce, Dee Dee (1904–1973), US-amerikanischer Jazz-Trompeter und Vokalist
- Pierce, Ellie (* 1966), US-amerikanische Squashspielerin
- Pierce, Florence Miller (1918–2007), US-amerikanische Künstlerin
- Pierce, Franklin (1804–1869), US-amerikanischer Politiker, 14. US-Präsident (1853–1857)Franklin Pierce (1804–1869)

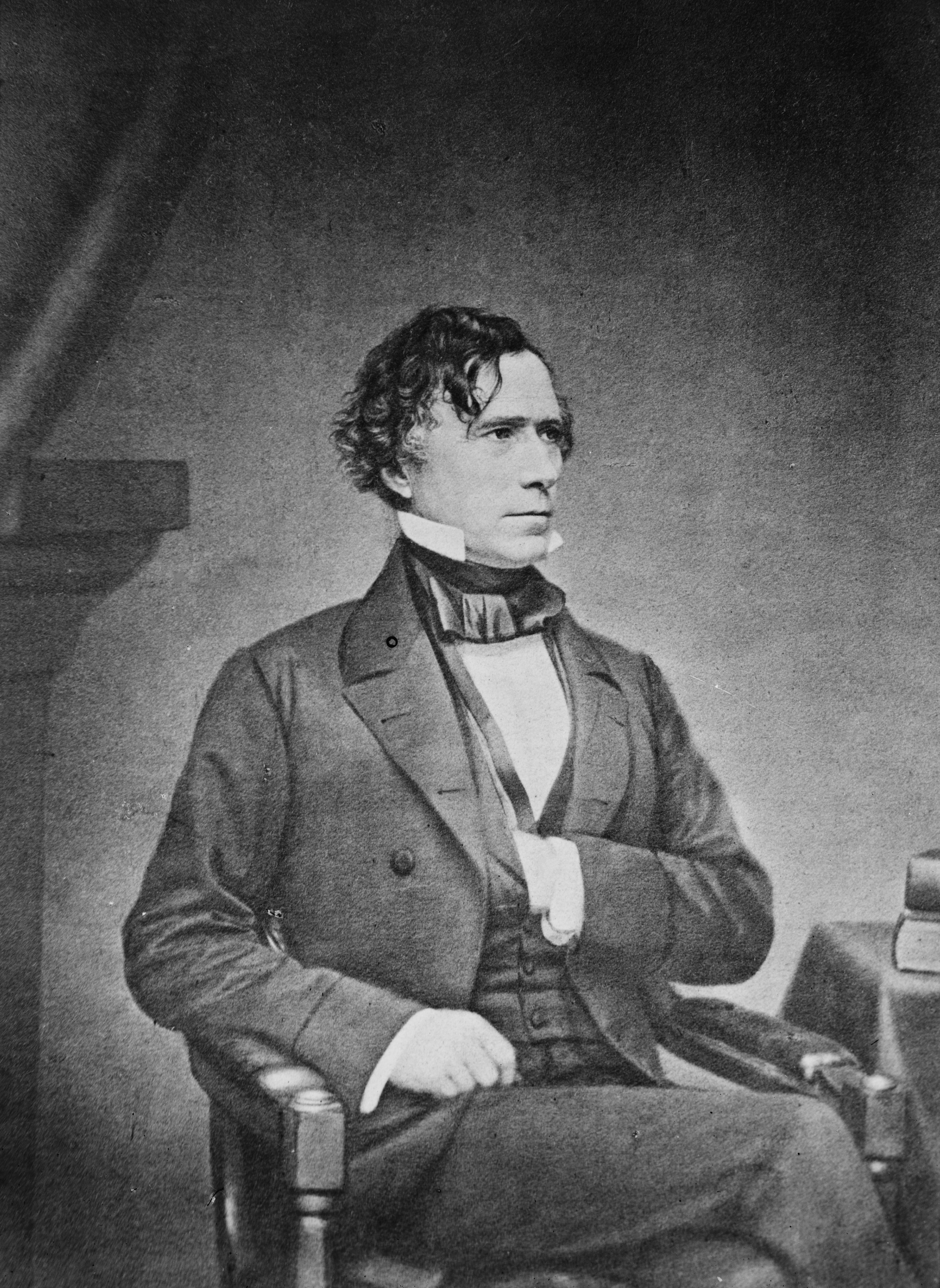
Franklin Pierce (1804–1869)

- Pierce, George W. (1872–1956), US-amerikanischer Physiker
- Pierce, Gilbert A. (1839–1901), US-amerikanischer Politiker
- Pierce, Henry L. (1825–1896), US-amerikanischer Politiker
- Pierce, Horace (1916–1958), US-amerikanischer Künstler
- Pierce, Jack (* 1962), US-amerikanischer Hürdenläufer
- Pierce, Jack P. (1889–1968), griechisch-amerikanischer Maskenbildner
- Pierce, Jane (1806–1863), US-amerikanische First Lady (1853–1857)
- Pierce, Jason (* 1965), britischer Musiker, Sänger und Musiker von Spacemen 3 und Frontmann von Spiritualized
- Pierce, Jeff (* 1958), US-amerikanischer Radrennfahrer
- Pierce, Jeffrey (* 1971), US-amerikanischer Schauspieler
- Pierce, Jeffrey Lee (1958–1996), US-amerikanischer Sänger, Songwriter und Gitarrist
- Pierce, John, US-amerikanischer Rockmusiker
- Pierce, John (* 1959), US-amerikanischer Opernsänger (Tenor) und Gesangspädagoge
- Pierce, John R. (1910–2002), US-amerikanischer Ingenieur
- Pierce, Justin (1975–2000), US-amerikanischer Schauspieler
- Pierce, Karen (* 1959), britische Diplomatin
- Pierce, Kirk S., US-amerikanischer Offizier, Generalleutnant der US Air Force
- Pierce, Leona (1921–2002), US-amerikanische Malerin, Druckgrafikerin, Textilkünstlerin und Lehrerin
- Pierce, Lloyd (* 1976), US-amerikanischer Basketballtrainer
- Pierce, Margaret Comstock (1954–2013), US-amerikanische Politikerin
- Pierce, Marty (* 1966), US-amerikanischer Eisschnellläufer
- Pierce, Mary (* 1975), französische TennisspielerinMary Pierce (* 1975)

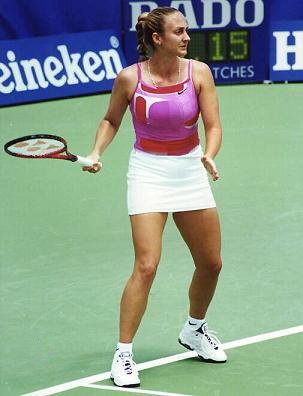
Mary Pierce (* 1975)

- Pierce, Michael (* 1992), US-amerikanischer American-Football-Spieler
- Pierce, Naomi (* 1954), US-amerikanische Biologin
- Pierce, Nat (1925–1992), US-amerikanischer Jazz-Pianist und Arrangeur
- Pierce, Nathaniel (* 1990), US-amerikanischer Musiker (Cellist)
- Pierce, Paul (* 1977), US-amerikanischer BasketballspielerPaul Pierce (* 1977)

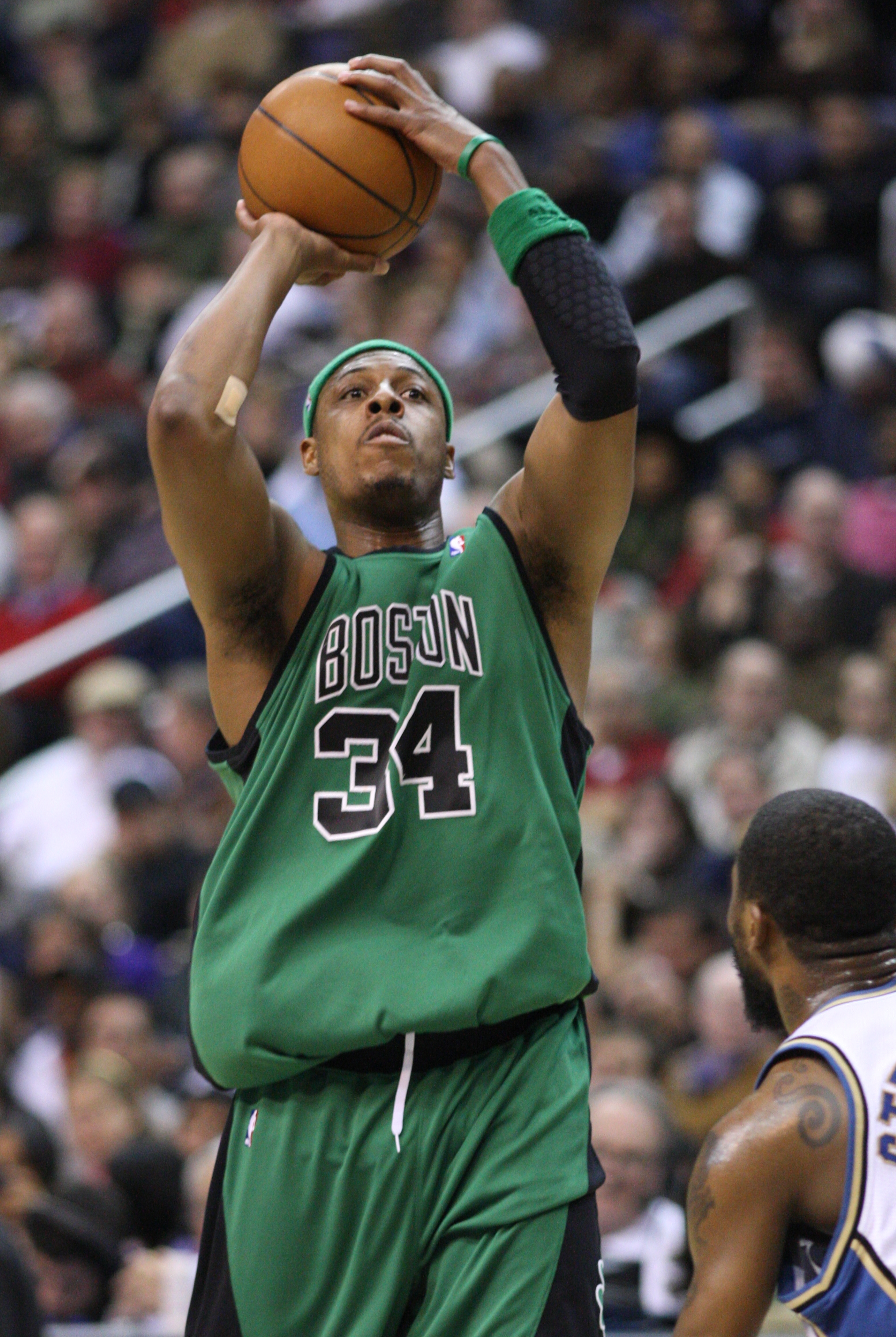
Paul Pierce (* 1977)

- Pierce, Randy (* 1957), kanadischer Eishockeyspieler und -trainer
- Pierce, Ray V. (1840–1914), US-amerikanischer Politiker
- Pierce, Rice Alexander (1848–1936), US-amerikanischer Politiker
- Pierce, Richard Austin (1918–2004), US-amerikanischer Geschichtswissenschaftler, Autor und Herausgeber
- Pierce, Ricky (* 1959), US-amerikanischer Basketballspieler
- Pierce, Robert (1914–1978), US-amerikanischer Geistlicher
- Pierce, Ronald (1909–2008), US-amerikanischer Tontechniker
- Pierce, Samuel (1922–2000), US-amerikanischer Politiker
- Pierce, Signe (* 1988), amerikanische Performancekünstlerin
- Pierce, Stack (1933–2016), US-amerikanischer Schauspieler und Sportler
- Pierce, Tamora (* 1954), amerikanische Autorin von Fantasy-Fiktion
- Pierce, Troy (* 1970), US-amerikanischer Disc-Jockey und Musikproduzent
- Pierce, Wallace E. (1881–1940), US-amerikanischer Politiker
- Pierce, Walter M. (1861–1954), US-amerikanischer Politiker
- Pierce, Webb (1921–1991), US-amerikanischer Country-Sänger
- Pierce, Wendell (* 1963), US-amerikanischer SchauspielerWendell Pierce (* 1963)

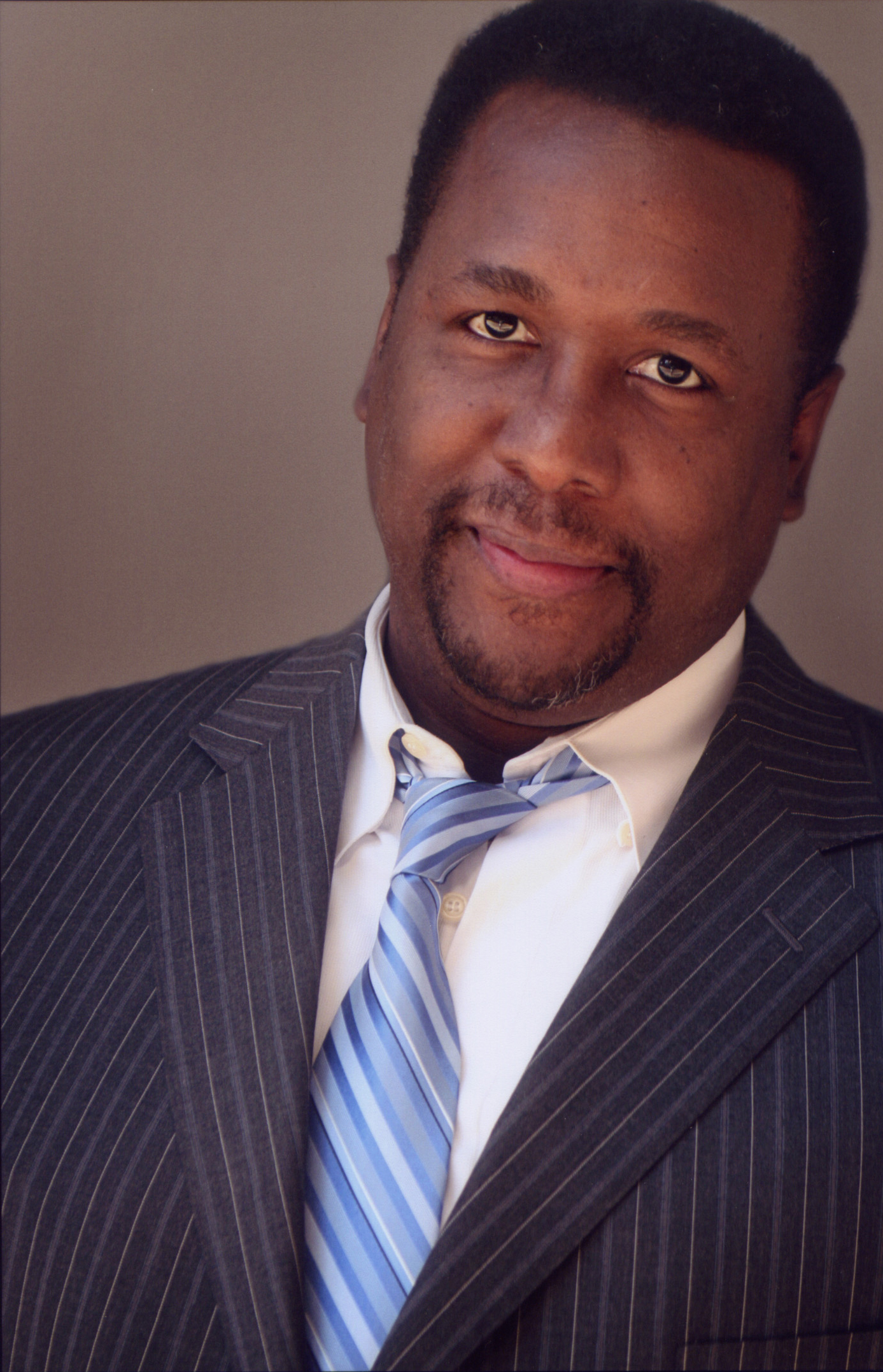
Wendell Pierce (* 1963)

- Pierce, William (1740–1789), US-amerikanischer Politiker
- Pierce, William Luther (1933–2002), US-amerikanischer nationalsozialistischer Publizist
- Pierce-Roberts, Tony (* 1944), britischer Kameramann
- Pierceu, Violet (1889–1972), britische Marathonläuferin
- Piercey Summers, Sheila (1919–2005), südafrikanische Tennisspielerin
- Pierchalla, Werner (1922–2020), deutscher Jurist und Oberbürgermeister von Münster (Westfalen)
- Piercy, Doug, US-amerikanischer Gitarrist
- Piercy, Marge (* 1936), US-amerikanische Schriftstellerin und Feministin
- Piercy, Pam (* 1937), britische Mittelstreckenläuferin und Sprinterin

#### Pierd
- Pierdzioch, Christian, deutscher Wirtschaftswissenschaftler

#### Piere
- Pierelli, Attilio (1924–2013), italienischer Bildhauer
- Pieren, Hans (* 1962), Schweizer Skirennfahrer
- Pieren, Nadja (* 1980), Schweizer Politikerin (SVP)
- Pierenkämper, Ulrich (* 1936), deutscher Fußballspieler
- Pierenkemper, Toni (1944–2019), deutscher Historiker und Hochschullehrer
- Pierer von Esch, Eduard (1848–1902), österreichischer Offizier und Feldmarschall-Leutnant
- Pierer, Eugen (1823–1890), deutscher Verleger
- Pierer, Heinrich August (1794–1850), deutscher Offizier, Verleger und Lexikograph
- Pierer, Heinrich von (* 1941), deutscher ManagerHeinrich von Pierer (* 1941)

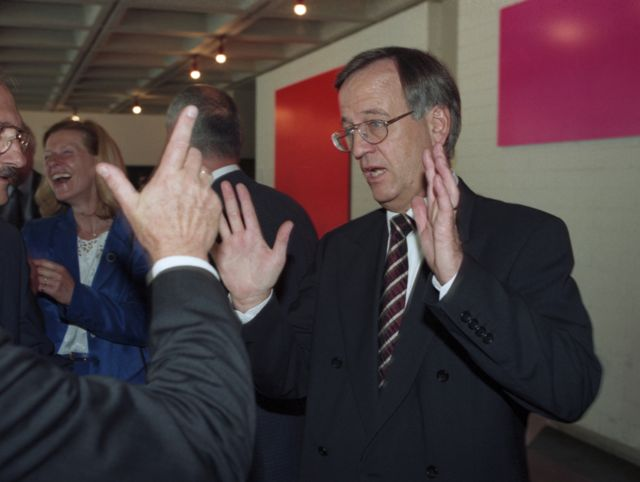
Heinrich von Pierer (* 1941)

- Pierer, Johann Friedrich (1767–1832), deutscher Lexikograf
- Pierer, Peter von (1930–2019), deutscher Tischtennisspieler und -funktionär
- Pierer, Rosmarie (1918–2012), deutsche Fotografin und Werbegrafikerin
- Pierer, Stefan (* 1956), österreichischer Unternehmer
- Pieres, Facundo (* 1986), argentinischer Polospieler
- Pieres, Gonzalo (* 1982), argentinischer Polospieler
- Pieres, Gonzalo sen. (* 1955), argentinischer Polospieler

#### Pierf
- Pierfelici, Luca (* 1983), italienischer Radrennfahrer

#### Pieri
- Pieri Zuercher, Anna (* 1979), Schweizer Schauspielerin
- Pieri, Dario (* 1975), italienischer Radrennfahrer
- Pieri, Enrico (1934–2021), italienischer Überlebender eines NS-Massakers und Zeitzeuge
- Pieri, Jessica (* 1997), italienische Tennisspielerin
- Pieri, Mario (1860–1913), italienischer Mathematiker
- Pieri, Pietro Maria (1676–1743), italienischer Kardinal der Römischen Kirche
- Pieri, Tatiana (* 1999), italienische Tennisspielerin
- Pierick, Klaus (1928–2023), deutscher Verkehrswissenschaftler, Rektor der TU Braunschweig
- Pierick, Mary Prema (* 1953), deutsche Ordensschwester, Generaloberin der Missionarinnen der Nächstenliebe
- Pierie, Kik (* 2000), niederländischer Fußballspieler
- Pierik, Eric (* 1959), niederländischer Hockeyspieler
- Pierín, Carlos, brasilianischer Fußballtorhüter
- Pieringer, Marvin (* 1999), deutscher Fußballspieler
- Pieringer, Walter (1942–2020), österreichischer Psychiater und Psychotherapeut
- Pierini, Gastone (1899–1967), italienischer Gewichtheber
- Pierini, Marc, französischer EU-Diplomat
- Pierino Bertolazzo (1906–1964), italienischer Radsportler, Weltmeister im Radsport
- Pierino da Vinci († 1553), italienischer Bildhauer
- Pieris, Aloysius (* 1934), sri-lankischer Religionswissenschaftler, Hochschullehrer, Philosoph und Autor
- Pieritz, Boris (* 1974), deutscher Publizist, Kommunikations- und Sportwissenschaftler
- Pieritz, Kurd (1918–2010), deutscher Schauspieler
- Pieritz, Wildon (1808–1884), polnischer Missionar und Lehrer
- Pierius, christlicher Theologe, Heiliger und Märtyrer
- Pierius, Ulrich († 1642), deutscher reformierter Pfarrer
- Pierius, Urban († 1616), deutscher lutherischer Theologe, Professor, Superintendent, Generalsuperintendent

#### Pierl
- Pierl, Raimund (1846–1923), österreichischer Baurat und Politiker
- Pierlot, Hubert (1883–1963), belgischer Politiker und PremierministerHubert Pierlot (1883–1963)

Hubert Pierlot (1883–1963)

- Pierlot, Jean (1881–1944), belgischer römisch-katholischer Geistlicher und Märtyrer
- Pierlot, Philippe (* 1958), belgischer Gambist und Dirigent
- Pierluca (1926–1968), italienischer Bildhauer
- Pierluisi, Pedro (* 1959), puerto-ricanischer Politiker

#### Pierm
- Piermarini, Giuseppe (1734–1808), italienischer Architekt
- Piermayr, Thomas (* 1989), österreichischer Fußballspieler
- Piermont, Dorothee (* 1943), deutsche Politikerin (ehemals Die Grünen)

#### Piern
- Piernay, Rudolf (* 1943), deutscher Gesangslehrer, Bariton, Hochschullehrer
- Pierné, Gabriel (1863–1937), französischer Komponist und DirigentGabriel Pierné (1863–1937)

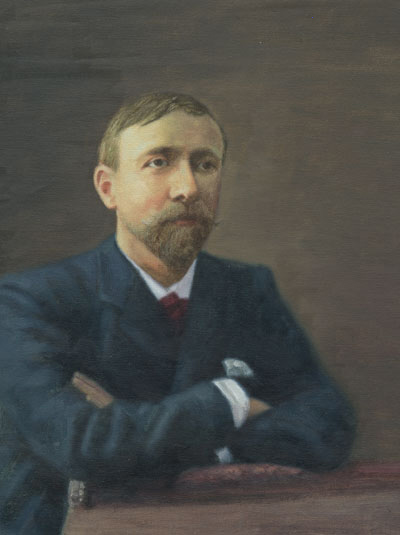
Gabriel Pierné (1863–1937)

- Pierné, Paul (1874–1952), französischer Komponist
- Pierneef, Jacobus Hendrik (1886–1957), südafrikanischer Maler
- Piernik, Zdzisław (* 1937), polnischer Tubist

#### Piero
- Pièro, Cosy (1937–2023), deutsche Malerin, Bildhauerin, Installations- und Videokünstlerin
- Pierobon, Chiara (1993–2015), italienische Radrennfahrerin
- Piérola, Nicolás de (1839–1913), peruanischer Politiker und zweimaliger Staatspräsident
- Piéron, Henri (1881–1964), französischer Psychologe
- Pierończyk, Adam (* 1970), polnischer Jazz-Saxophonist
- Pieronek, Tadeusz (1934–2018), polnischer römisch-katholischer Geistlicher, Weihbischof in Sosnowiec
- Pieroni, Alessandro (1550–1607), italienischer Architekt und Maler
- Pieroni, Blake (* 1995), US-amerikanischer Schwimmer
- Pieroni, Giovanni (1586–1654), italienischer Architekt, Mathematiker und Astronom
- Pieroni, Idea (* 2002), italienische Hochspringerin
- Pieroni, Luigi (* 1980), belgischer Fußballspieler
- Pieroth, Bodo (* 1945), deutscher Rechtswissenschaftler und Hochschullehrer
- Pieroth, Catherina (* 1966), deutsche Politikerin (Bündnis 90/Die Grünen), MdA
- Pieroth, Elmar (1934–2018), deutscher Politiker und Berliner Wirtschaftssenator (CDU), MdA, MdBElmar Pieroth (1934–2018)

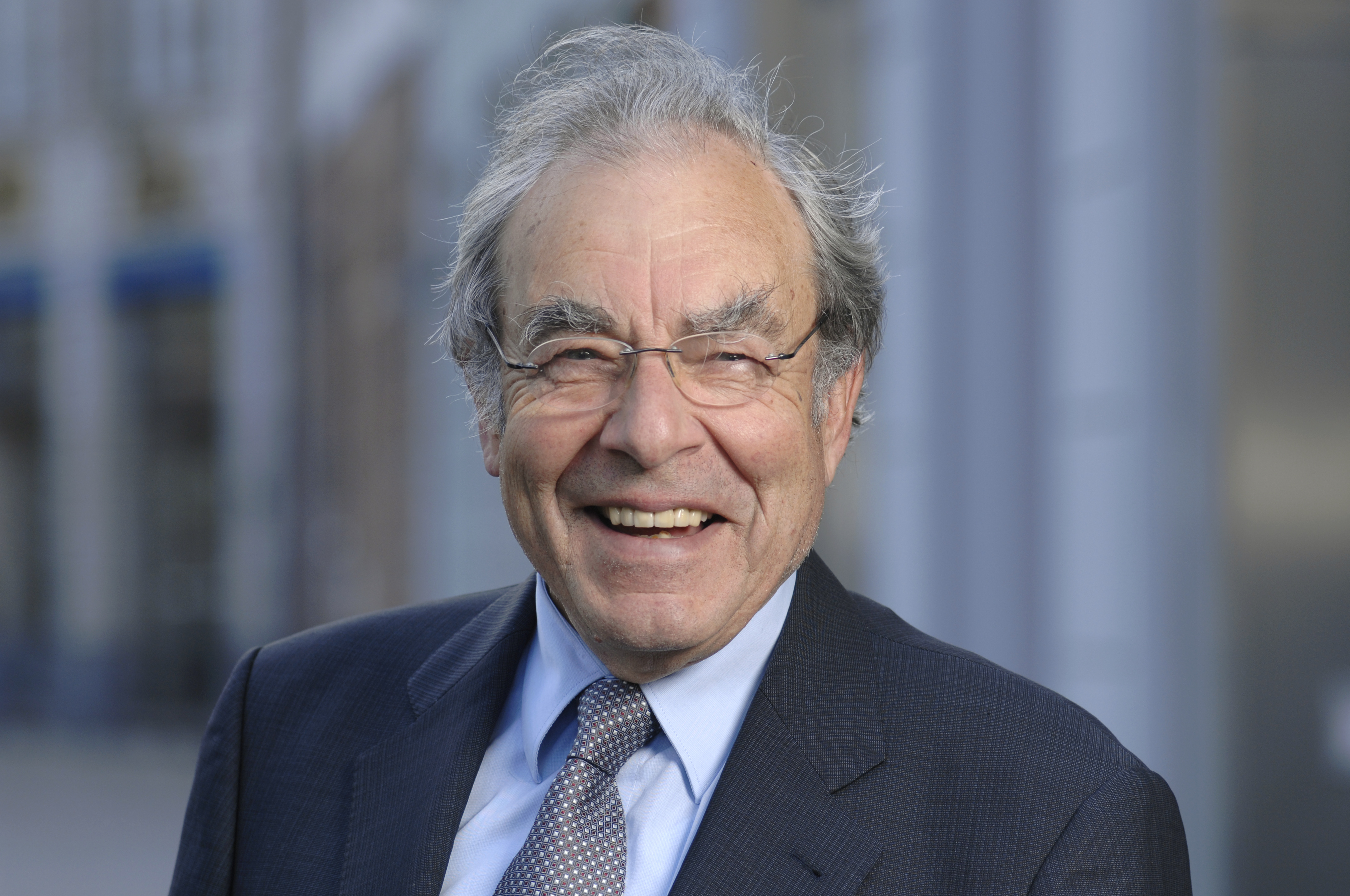
Elmar Pieroth (1934–2018)

- Pierotti, Ermete (* 1820), italienischer Ingenieur, Architekt und Mathematiker
- Pierotti, Piero (1912–1970), italienischer Filmregisseur und Drehbuchautor
- Pierotti, Raffaele (1836–1905), italienischer Geistlicher, Dominikanerpater und Kardinal
- Pierozan, Jorge (* 1964), brasilianischer römisch-katholischer Geistlicher und Bischof von Rio Grande

#### Pierp
- Pierpaoli, Yvette (1938–1999), französische Flüchtlingshelferin
- Pierpoint, Robert (1791–1864), US-amerikanischer Politiker und Anwalt
- Pierpoljak (* 1964), französischer Reggae-Sänger
- Pierpont, Claudia Roth, US-amerikanische Journalistin
- Pierpont, Francis Harrison (1814–1899), US-amerikanischer Politiker
- Pierpont, James (1866–1938), US-amerikanischer Mathematiker
- Pierpont, James Lord (1822–1893), US-amerikanischer Songwriter und KomponistJames Lord Pierpont (1822–1893)

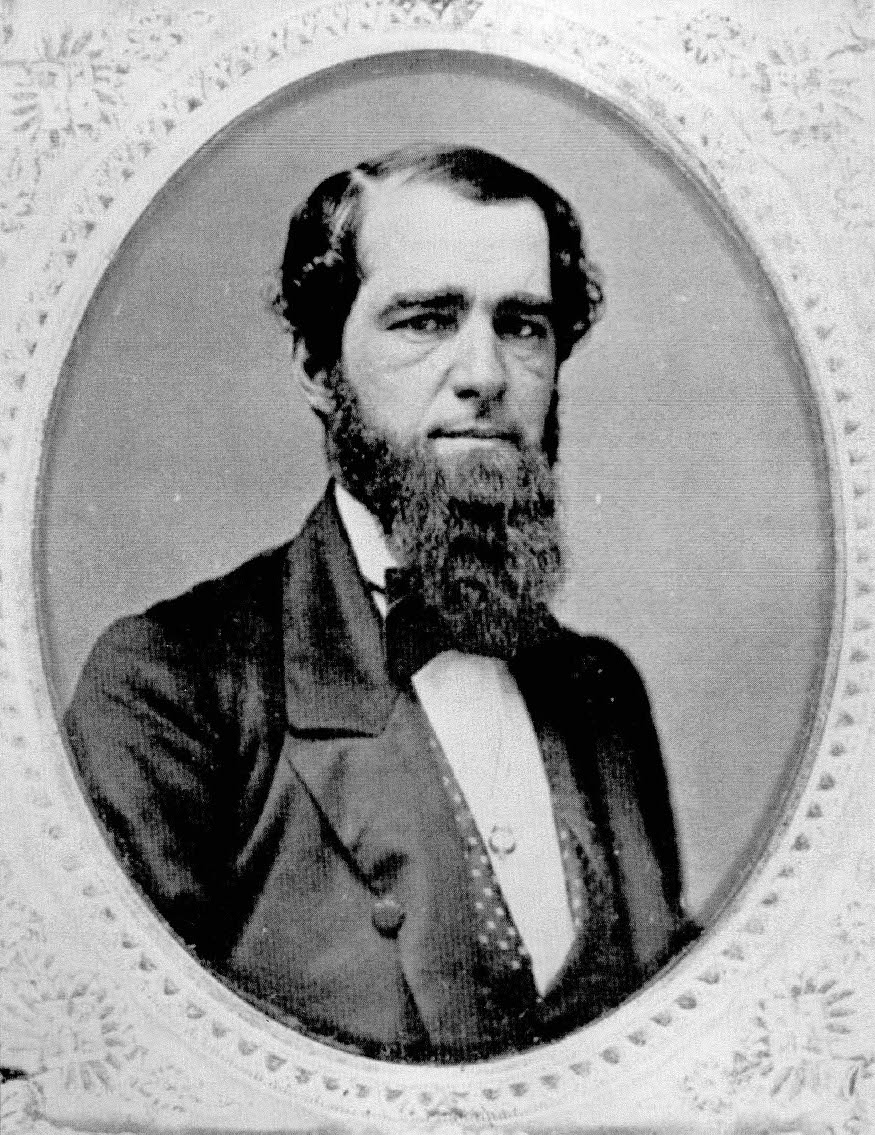
James Lord Pierpont (1822–1893)

- Pierpont, John (1785–1866), US-amerikanischer Geistlicher und Lyriker

#### Pierq
- Pierquin, Claude-Charles (1798–1863), französischer Arzt, Polygraph und Romanist

#### Pierr
- Pierrakos, John (1921–2001), amerikanischer Psychiater
- Pierrakos-Mavromichalis, Periklis (1863–1938), griechischer Fechter, General und Politiker
- Pierrat, Claude (* 1963), französischer Skilangläufer
- Pierrat, Jean-Paul (* 1952), französischer Skilangläufer
- Pierre Basile († 1199), Verteidiger von Châlus-Chabrol, verwundete Richard Löwenherz tödlich
- Pierre Bertrand (1280–1349), französischer Kardinal, Theologe und Kirchenrechtler
- Pierre Bertrand de Colombier (1299–1361), französischer Kardinal und Diplomat
- Pierre d’Ailly (1350–1420), französischer Theologe und Kardinal
- Pierre d’Amiens († 1204), Kastellan von Amiens, Herr von Vignacourt und Flexicourt, Kreuzfahrer
- Pierre de Bar († 1253), französischer Kardinal
- Pierre de Bauffremont (1400–1472), Graf von Charny und Herr von Montfort
- Pierre de Bernis, François-Joachim de (1715–1794), französischer Kardinal, Außenminister und Dichter
- Pierre de Brixey († 1192), Bischof von Toul
- Pierre de Bruys, französischer Priester, Begründer der Brusianer oder Petrobrusianer
- Pierre de Castelnau († 1208), Zisterzienser, päpstlicher Legat und Märtyrer
- Pierre de Corbeil, französischer Geistlicher und Theologieprofessor
- Pierre de Corneillan, Großmeister des Malteserordens
- Pierre de Courtenay, Herr von Conches und Mehun, Kreuzfahrer
- Pierre de Cros († 1361), französischer Kardinal
- Pierre de Faucigny († 1342), Bischof von Genf (1311–1342)
- Pierre de Fénin, französischer Chronist
- Pierre de Foix († 1454), Vizegraf von Lautrec
- Pierre de Fontaines, Legist, Bailli des Vermandois
- Pierre de la Brosse († 1278), französischer Höfling und Berater des Königs Philipp des Tapferen
- Pierre de Laval (1442–1493), Bischof von Saint-Brieuc und Saint-Malo, sowie Erzbischof von Reims
- Pierre de Monteruc († 1385), französischer Geistlicher
- Pierre de Montreuil († 1267), französischer Architekt
- Pierre de Murat de Cros († 1388), französischer Benediktiner, Camerlengo und Pseudokardinal
- Pierre de Préaux († 1212), anglonormannischer Adliger
- Pierre de Rémy, Schatzmeister Karls IV. von Frankreich
- Pierre de Sergines, Erzbischof von Tyrus
- Pierre de Vielle-Bride, Großmeister der Johanniter
- Pierre de Wissant, Bürger von Calais, der sich während des Hundertjährigen Kriegs freiwillig als Geisel zur Verfügung stellte; Kunstmotiv
- Pierre d’Estaing (1320–1377), französischer Bischof und Kardinal
- Pierre d’Orgemont († 1389), Kanzler von Frankreich (1373–1380)
- Pierre I. de Bourbon (1311–1356), Herzog von BourbonPierre I. de Bourbon (1311–1356)

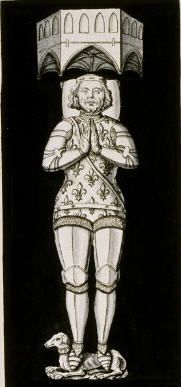
Pierre I. de Bourbon (1311–1356)

- Pierre II. d’Amboise, französischer Adliger
- Pierre II. de Bourbon (1438–1503), Herzog von Bourbon, Regent des Königreichs Frankreich
- Pierre II. de la Chapelle († 1220), Bischof von Paris
- Pierre Landais (1430–1485), bretonischer Politiker
- Pierre Roger de Cabaret, okzitanischer Ritter und Faydit
- Pierre Roger II. de Mirepoix, Herr von Mirepoix
- Pierre von Roubaix (1415–1498), Herr von Roubaix
- Pierre, Aaron (* 1994), britischer Film- und TheaterschauspielerAaron Pierre (* 1994)

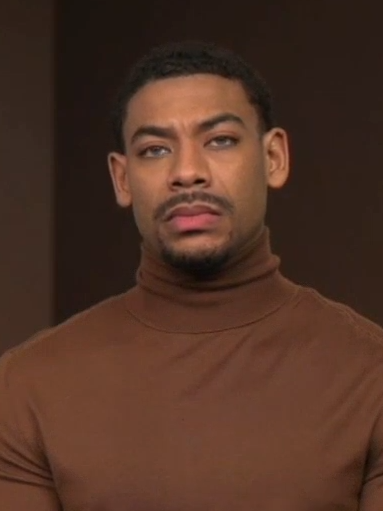
Aaron Pierre (* 1994)

- Pierre, Adèle de (1800–1890), Schweizer Gouvernante und Übersetzerin
- Pierre, Alexandre (* 2001), haitianisch-französischer Fußballspieler
- Pierre, André (1914–2005), haitianischer naiver Maler, Voodoo-Priester und Landwirt
- Pierre, Antoine (* 1992), belgischer Jazzmusiker (Schlagzeug, Komposition)
- Pierre, Barbara (* 1986), US-amerikanische Sprinterin haitianischer Herkunft
- Pierre, Catherine (* 1957), französische Judoka
- Pierre, Christophe (* 1946), französischer römisch-katholischer Geistlicher, Erzbischof, Diplomat des Heiligen Stuhls
- Pierre, Dyshawn (* 1993), kanadischer Basketballspieler
- Pierre, Edwige (* 1951), britische Schauspielerin
- Pierre, Émeline (* 1980), dominicanisch-kanadische Schriftstellerin
- Pierre, Ericq, haitianischer Ökonom und Politiker
- Pierre, Hervé (* 1955), französischer Theater- und Filmschauspieler
- Pierre, James (1908–1980), liberianischer Jurist und Justizminister
- Pierre, Jean Baptiste Louis (1833–1905), französischer Botaniker
- Pierre, Jean-Jacques (* 1981), haitianischer Fußballspieler
- Pierre, José (1927–1999), französischer Autor, Surrealist
- Pierre, Kevon (* 1982), Leichtathlet aus Trinidad und Tobago
- Pierré, Marjolaine (* 1999), französische Triathletin
- Pierre, Michelle (* 1973), britische Sprinterin
- Pierre, Odile (1932–2020), französische Organistin, Komponistin und Musikpädagogin
- Pierre, Philip (* 1954), lucianischer Politiker und Premierminister
- Pierre, Raymond (* 1967), US-amerikanischer Sprinter
- Pierre, Sonia (1963–2011), dominikanische Frauenrechtlerin
- Pierre, Thérèse (1908–1943), französische Widerstandskämpferin und Lehrerin
- Pierre, Viktor (1819–1886), österreichischer Physiker und Hochschullehrer
- Pierre-Buffière de Chamberet, Henri de (1593–1649), französischer Heerführer und General der Frondeure
- Pierre-Buffière, Abel de (1560–1595), französischer Heerführer in den Hugenottenkriegen
- Pierre-Dixon, Shailyn (* 2003), kanadische Filmschauspielerin
- Pierre-Fanfan, José-Karl (* 1975), französischer Fußballspieler (Martinique)
- Pierre-Gabriel, Ronaël (* 1998), französischer Fußballspieler
- Pierre-Gilles, Jordan (* 1998), kanadischer Shorttracker
- Pierre-Jérôme, Milan (* 2002), haitianisch-jamaikanische Fußballspielerin
- Pierre-Louis (1917–1987), französischer Regisseur und Schauspieler
- Pierre-Louis, Dayana (* 2003), haitianische Fußballspielerin
- Pierre-Louis, Joseph Nemours (1900–1966), haitianischer Politiker, Präsident von Haiti
- Pierre-Louis, Michèle (* 1947), haitianische Politikerin
- Pierre-Marie, Emmanuelle (* 1971), französische Politikerin
- Pierre-Paul, Jason (* 1989), US-amerikanischer American-Football-SpielerJason Pierre-Paul (* 1989)

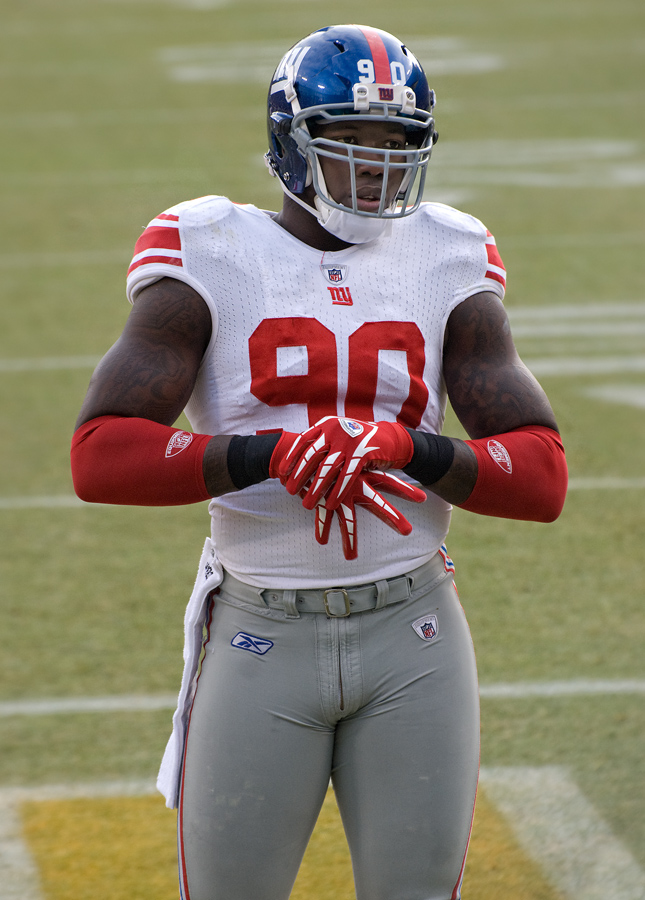
Jason Pierre-Paul (* 1989)

- Pierre-Paul, Liliane (1953–2023), haitianische Journalistin
- Pierrehumbert, Janet (* 1954), amerikanische Linguistin
- Pierrehumbert, Raymond (* 1954), amerikanischer Geophysiker und Klimatologe
- Pierrel, Julie (* 2002), französische Skilangläuferin
- Pierrepoint, Albert (1905–1992), britischer Henker
- Pierrepoint, Henry (1874–1922), britischer HenkerHenry Pierrepoint (1874–1922)

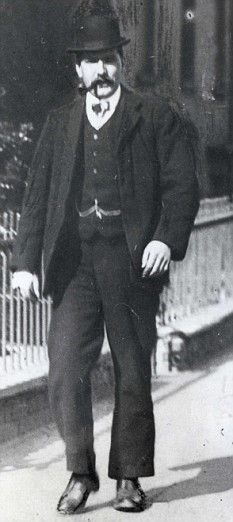
Henry Pierrepoint (1874–1922)

- Pierrepoint, Thomas (1870–1954), britischer Henker
- Pierrepont, Edwards (1817–1892), US-amerikanischer Jurist und Politiker
- Pierrepont, Evelyn, 2. Duke of Kingston upon Hull (1711–1773), britischer Peer und General
- Pierrepont, Henry († 1499), englischer Ritter
- Pierrepont, Suzie (* 1985), englische Squashspielerin
- Pierreson, Royce (* 1989), britischer Schauspieler
- Pierret, Alain Marie (1930–2023), französischer Diplomat
- Pierret, Arnold, belgischer Turner
- Pierret, Georges (1930–2010), französischer Politiker
- Pierreux, Ewout (* 1978), belgischer Jazzmusiker (Piano)
- Pierrevive, Marie Catherine (* 1496), französische Hofdame, Salonnière
- Pierri, Álvaro (* 1953), klassischer Gitarrist
- Pierri, Carmen (* 2003), italienische Popsängerin
- Pierri, Eduardo, uruguayischer Fußballspieler
- Pierro, Gerardo (1935–2025), italienischer Geistlicher, römisch-katholischer Erzbischof von Salerno-Campagna-Acerno
- Pierro, Sascha (* 1972), deutscher Sänger
- Pierro, Simon (* 1978), deutscher Zauberkünstler und Moderator
- Pierro-Zabotel, Casey (* 1988), kanadischer Eishockeyspieler
- Pierron, Amaury (* 1996), französischer Mountainbiker
- Pierron, Liam, französischer Schauspieler
- Pierron, Sander (1872–1945), belgischer Schriftsteller, Journalist und Kunstkritiker
- Pierron, Véronique (* 1989), französische Shorttrackerin
- Pierronne († 1430), bretonische Frau im Umfeld von Jeanne d’Arc
- Pierrot, Frédéric (* 1960), französischer SchauspielerFrédéric Pierrot (* 1960)

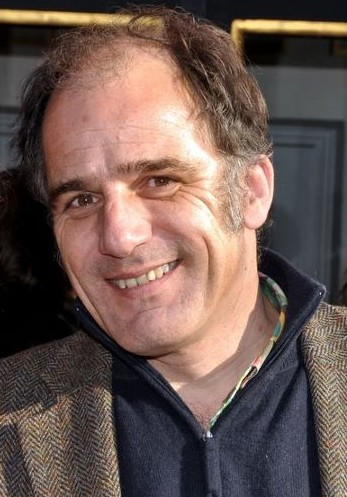
Frédéric Pierrot (* 1960)

- Pierrot, Jean-Louis († 1857), haitianischer Politiker und General; Präsident von Haiti (1845–1846)
- Pierrot, Roger (1920–2015), französischer Bibliothekar, Romanist und Literaturwissenschaftler
- Pierry, Marcel (* 1981), deutscher Wasserballspieler

#### Piers
- Piers, Maria W. (1911–1997), austroamerikanische Psychologin
- Piers, Sarah († 1719), englische Literaturmäzenin, politische Kommentatorin und Dichterin
- Piersanti, Franco (* 1950), italienischer Komponist
- Piersanti, Giulia, italienische Modedesignerin
- Piersanti, Stefania (* 1965), italienische Archivarin
- Pierschel, Marc (* 1978), deutscher Kochbuchautor und Filmschaffender
- Pierschke, Johann (1899–1944), deutscher Kommunist und Widerstandskämpfer gegen den Nationalsozialismus
- Piersic, Florin (* 1936), rumänischer SchauspielerFlorin Piersic (* 1936)

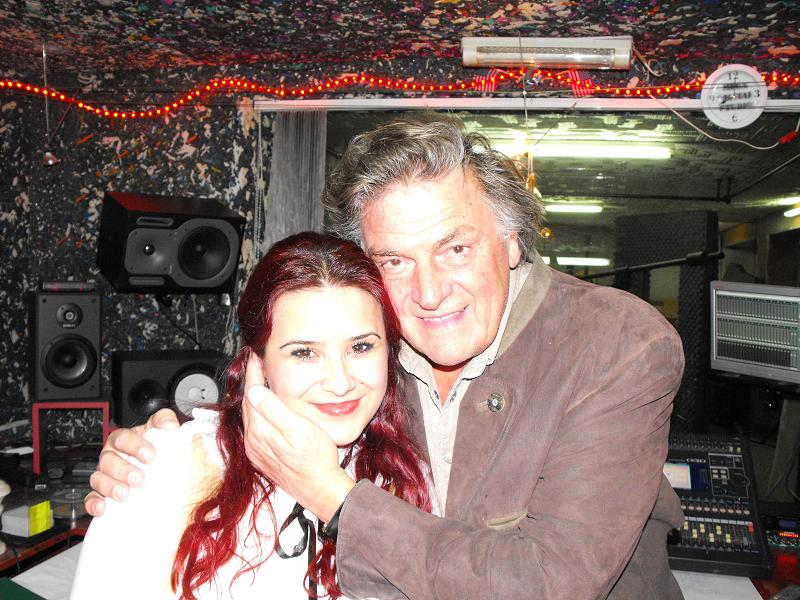
Florin Piersic (* 1936)

- Piersig, Fritz (1900–1978), deutscher Musikwissenschaftler und Kulturfunktionär im Nationalsozialismus
- Piersig, Johannes (1907–1998), deutscher Kantor, Dozent für Orgelspiel, Musikerziehung und Musiktheorie sowie Rektor der Freien Universität Hamburg
- Piersig, Sebastian (* 1984), deutscher Kanuslalomfahrer
- Pierskała, Rudolf (* 1959), polnischer römisch-katholischer Geistlicher, Weihbischof in Oppeln
- Pierskalla, Guido-Magnus, deutscher Journalist und Fernsehmoderator
- Piersma, Brecht (* 2003), niederländische Beachvolleyballspielerin
- Piersma, Emma (* 2000), niederländische Beachvolleyballspielerin
- Piersma, Theunis (* 1958), niederländischer Ornithologe
- Piersol, Beverly (* 1944), amerikanisch-österreichische Installationskünstlerin und Hochschullehrerin
- Pierson, Alexandre (* 1986), französischer Tennisspieler
- Pierson, Allard (1831–1896), niederländischer Theologe und Kunsthistoriker
- Pierson, Arthur Tappan (1837–1911), US-amerikanischer presbyterianischer Pastor, Missionar und Autor
- Pierson, Carl (1891–1977), US-amerikanischer Filmeditor und Filmregisseur
- Pierson, Emma (* 1981), englische Schauspielerin
- Pierson, Frank (1925–2012), US-amerikanischer Drehbuchautor, Filmregisseur und Filmproduzent
- Pierson, Geoff (* 1949), US-amerikanischer SchauspielerGeoff Pierson (* 1949)

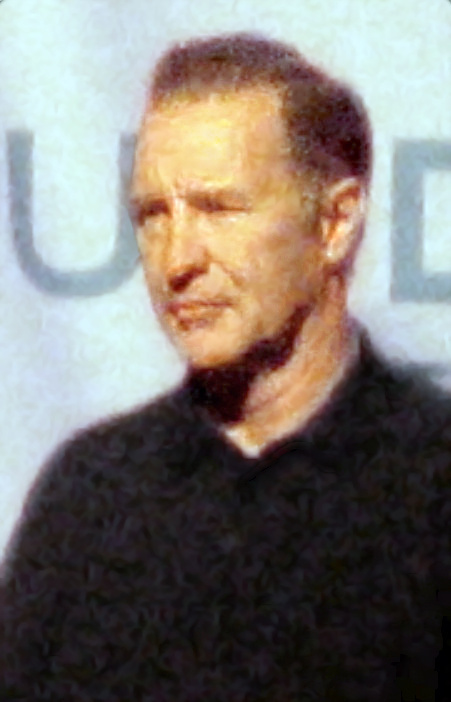
Geoff Pierson (* 1949)

- Pierson, Georg (1851–1902), deutscher Theaterintendant
- Pierson, Henry Hugo (1815–1873), deutscher Komponist englischer Herkunft
- Pierson, Isaac (1770–1833), US-amerikanischer Politiker
- Pierson, Jane, französische Filmschauspielerin
- Pierson, Jeremiah H. (1766–1855), US-amerikanischer Politiker
- Pierson, Job (1791–1860), US-amerikanischer Jurist und Politiker
- Pierson, John William (1833–1899), deutscher Realschulprofessor und Historiker
- Pierson, José (1861–1957), mexikanischer Musikpädagoge
- Pierson, Josh (* 2006), US-amerikanischer Autorennfahrer
- Pierson, Julia (* 1959), US-amerikanische Beamtin
- Pierson, Karoline (1811–1899), deutsche Improvisationskünstlerin und Schriftstellerin
- Pierson, Kate (* 1948), US-amerikanische Musikerin und SängerinKate Pierson (* 1948)

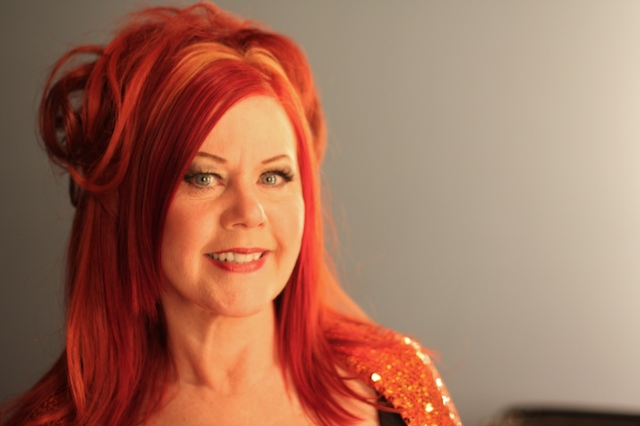
Kate Pierson (* 1948)

- Pierson, Katrina (* 1976), US-amerikanische republikanische Aktivistin
- Pierson, Kurt (1898–1989), deutscher Maschinenbauingenieur und Sachbuchautor
- Pierson, Louis (1846–1934), französisch-deutscher Gutsbesitzer und Politiker, MdR
- Pierson, Nicolaas (1839–1909), niederländischer Handelsmann, Bankier und Politiker der Liberale Unie
- Pierson, Paul (* 1959), US-amerikanischer Politikwissenschaftler
- Pierson, Richard A. (* 1934), US-amerikanischer Offizier, Generalmajor der US Air Force
- Pierson, Summer (* 1978), US-amerikanische Diskuswerferin
- Pierstorff, Julius (1851–1926), deutscher Nationalökonom

#### Pieru
- Pierucci, Silvana (1929–2017), italienische Weitspringerin
- Pieruz, Aronne (* 1983), italienischer Skirennläufer

#### Pierw
- Pierwoß, Klaus (1942–2022), deutscher Dramaturg und Theaterintendant

#### Pierz
- Pierzchała, Elżbieta (* 1954), polnische Politikerin, Mitglied des Sejm
- Pierzga, Adam (* 1984), polnischer Radrennfahrer
- Pierzou, Françoise (* 1944), französische Künstlerin
- Pierzynski, A.J. (* 1976), US-amerikanischer Baseballspieler

### Pies
- Pies, Diederich (* 1590), pfalz-neuburgischer kaiserlicher Regimentsfeldscherer
- Pies, Eike (* 1942), deutscher Theaterwissenschaftler, Historiker, Journalist, Schriftsteller, Verleger, Unternehmensberater
- Pies, Ernst Ludwig (1885–1942), deutscher Politiker (NSDAP), MdR
- Pies, Hermann (1888–1983), deutscher Studienrat und Kaspar-Hauser-Forscher
- Pies, Ingo (* 1964), deutscher Ökonom und Wirtschaftsethiker
- Pies, Norbert (* 1956), deutscher Biologe, Sachbuchautor, Regionalhistoriker und Genealoge
- Pies, Otto (1901–1960), deutscher römisch-katholischer Priester, Mitglied der Ordensgemeinschaft der Jesuiten und entschiedener Kritiker des Nationalsozialismus
- Piesbergen, Hans (1891–1970), deutscher Jurist, Regierungspräsident in Sigmaringen (1941–1942)
- Piesbergen, Hans (* 1961), österreichischer Schauspieler
- Piesch, Hans (1889–1966), österreichischer Lehrer und Politiker
- Piesch, Johanna (1898–1992), österreichische Bibliothekarin, Physikerin, Elektroingenieurin und Informatikpionierin
- Piesch, Robert (1871–1954), deutscher Politiker (DP), Abgeordneter im polnischen Sejm (1922–1930)
- Piesch, Walter (* 1931), deutscher Statistiker, Ökonometriker und Hochschullehrer
- Piesch, Walther (1935–2011), deutsch-französischer Bildhauer, Holzschneider und Maler
- Piesche, Peggy (* 1968), deutsche Literatur- und Kulturwissenschaftlerin
- Pieschel, Arthur von (1850–1922), deutscher Verwaltungsbeamter und Rittergutsbesitzer
- Pieschel, Carl August Gottfried (1751–1821), deutscher Kaufmann
- Pieschel, Carl Friedrich von (1779–1855), deutscher Kaufmann, Landwirt, Fabrikant, Gutsbesitzer
- Pieschel, Friedrich Georg (1819–1886), deutscher Kommunalpolitiker und Parlamentarier
- Pieschel, Theodor (1847–1899), deutscher Jurist und Politiker (NLP), MdR
- Pieschel, Theodor (1877–1960), deutscher Verwaltungsjurist und Parlamentarier
- Pieschl, Gerhard (* 1934), deutscher römisch-katholischer Theologe; Weihbischof in Limburg an der Lahn
- Piesczek, Volker (* 1969), österreichischer FernsehmoderatorVolker Piesczek (* 1969)

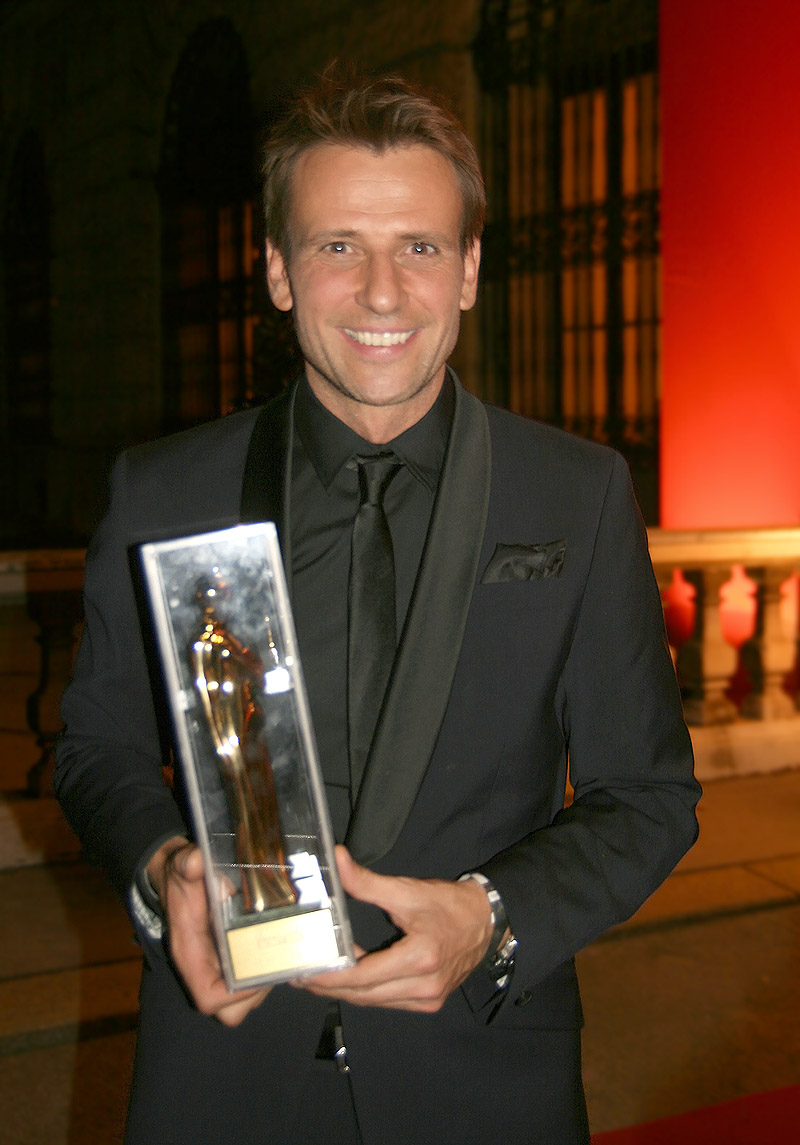
Volker Piesczek (* 1969)

- Piesen, Ferdinand (1909–1994), deutscher Komponist und Übersetzer
- Pieser, Liselotte (1917–1998), deutsche Volkswirtin und Politikerin (CDU), MdB
- Piesiewicz, Krzysztof (* 1945), polnischer Rechtsanwalt und Drehbuchautor
- Piesiewicz, Przemysław (* 1977), polnischer Manager und Sportfunktionär
- Piesik, Franciszek (1942–1967), polnischer Binnenschiffer, Todesopfer an der Berliner Mauer
- Piešina, Gintautas (1952–2014), litauischer Schachspieler
- Piesinger, Gerald (* 1959), österreichischer Fußballspieler und -trainer
- Piesinger, Simon (* 1992), österreichischer Fußballspieler
- Piesk, Bernhard (* 1978), deutscher Schauspieler und Musiker
- Pieske, Burghard (* 1944), deutscher Weltumsegler
- Pieske, Burkert (* 1961), deutscher Internist und Kardiologe
- Pieske, Christa (1919–2010), deutsche Volkskundlerin, Kunsthistorikerin und Autorin
- Pieske, Emilia (* 2005), deutsche KinderdarstellerinEmilia Pieske (* 2005)

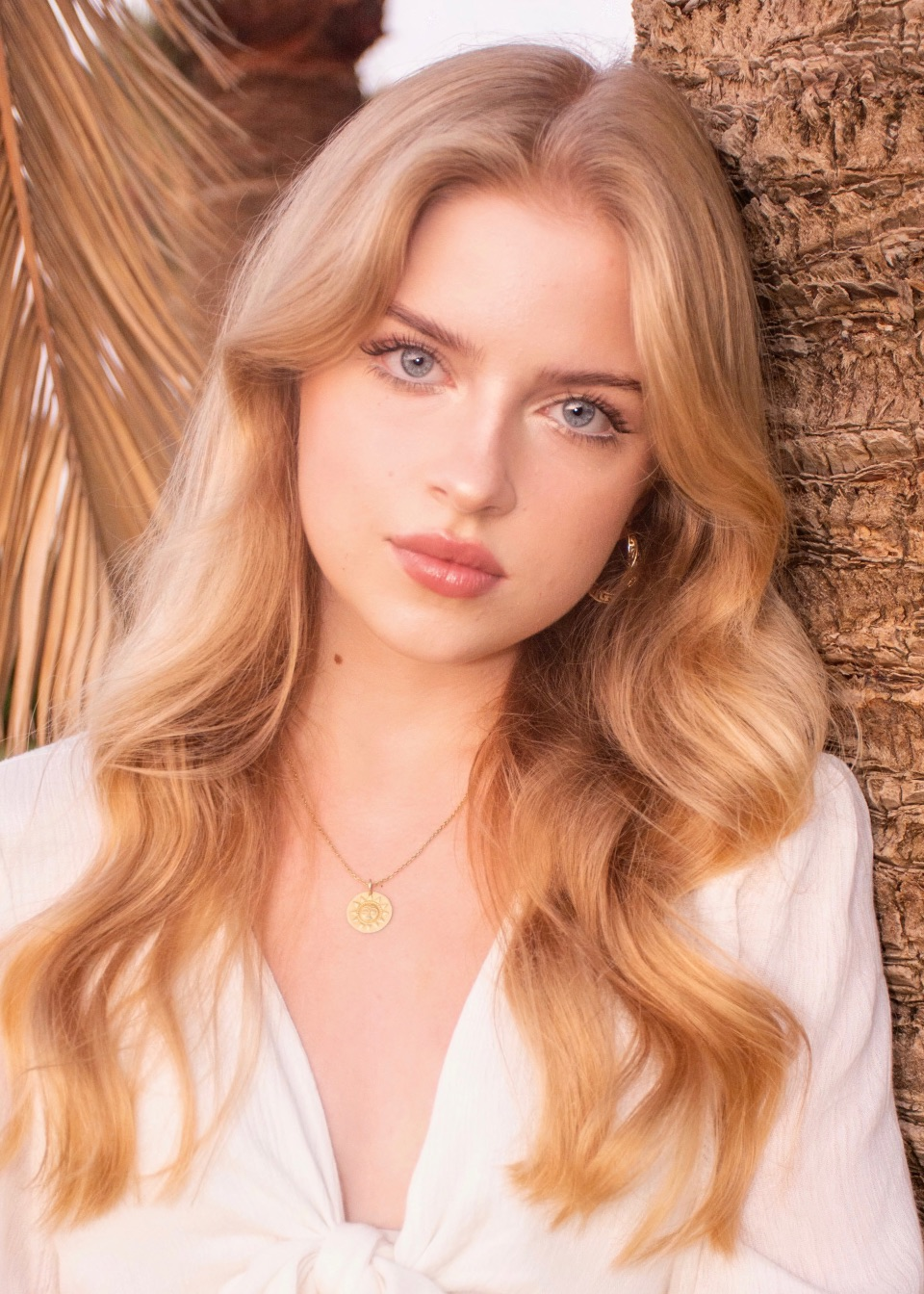
Emilia Pieske (* 2005)

- Pieske, Helena (* 2007), deutsche Schauspielerin
- Pieske, Manfred (* 1937), deutscher Kulturwissenschaftler, Verleger, Heimatforscher, Journalist und Schriftsteller
- Piesker, Dagmar (* 1943), deutsche Keramikkünstlerin
- Piesker, Hans (1894–1977), deutscher Prähistoriker
- Piesker, Katja (* 1977), deutsche Bauforscherin
- Piesker, Rüdiger (1923–2004), deutscher Orchesterleiter
- Piesliakas, Vytautas (* 1953), litauischer Jurist
- Piesowocki, Leon (1925–2024), polnisch-britischer Maler
- Piesse, Septimus (1820–1882), Parfümeur
- Piest, Heinz (1906–1958), deutscher Ingenieur und Hochschullehrer
- Piest, Jochen (1964–1995), deutscher Journalist
- Piest, Madleen (* 1995), deutsche Volleyballspielerin
- Pieszko, Stanisław (1941–2024), litauischer Politiker

### Piet
- Piet, Fernand (1869–1942), französischer Maler des Postimpressionismus
- Piet, Matt, US-amerikanischer Jazzmusiker

#### Pieta
- Pięta, Jarosław (* 1964), polnischer Politiker (Platforma Obywatelska), Mitglied des Sejm
- Piętak, Stanislav (* 1946), tschechischer Theologe und Erziehungswissenschaftler

#### Piete
- Pietenpol, Bernard (1901–1984), amerikanischer Flugzeugkonstrukteur
- Pieter, Jarzinho (1987–2019), niederländischer Fußballtorwart
- Pietermann, Gabrielle (* 1987), deutsche SynchronsprecherinGabrielle Pietermann (* 1987)

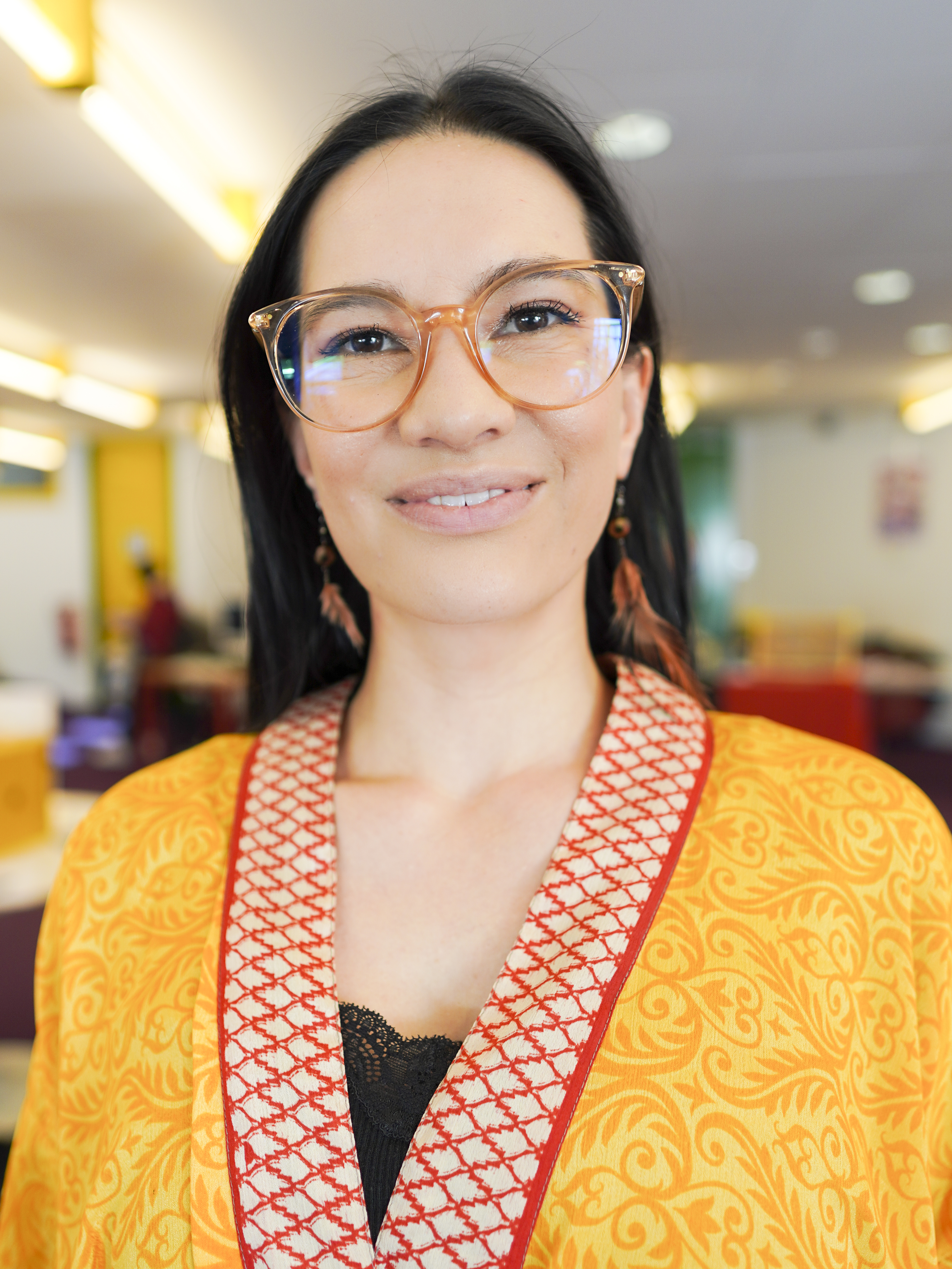
Gabrielle Pietermann (* 1987)

- Pieters Fopsdr., Aaltje, niederländische Stifterin
- Pieters Graafland, Eddy (1934–2020), niederländischer Fußballtorhüter
- Pieters, Amy (* 1991), niederländische Radrennfahrerin
- Pieters, André (1922–2001), belgischer Radrennfahrer
- Pieters, Andries Jan (1916–1952), niederländischer Kriegsverbrecher und SS-MitgliedAndries Jan Pieters (1916–1952)

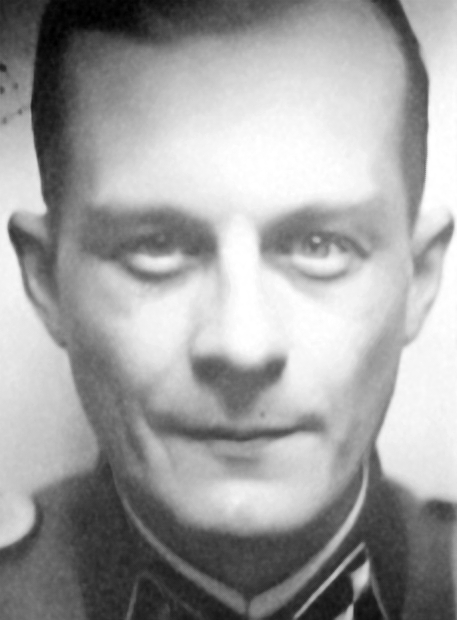
Andries Jan Pieters (1916–1952)

- Pieters, Danny (* 1956), belgischer Senatspräsident und Universitätsprofessor
- Pieters, Ellen (* 1964), niederländische Schauspielerin und Sängerin
- Pieters, Erik (* 1988), niederländischer Fußballspieler
- Pieters, Evert (1856–1932), niederländischer Maler, Radierer und Zeichner
- Pieters, Jean (* 1962), niederländischer Biochemiker
- Pieters, Josh (* 1993), südafrikanischer YouTuber
- Pieters, Peter (* 1962), niederländischer Radrennfahrer und -trainer
- Pieters, Roy (* 1989), niederländischer Radrennfahrer
- Pieters, Sjaak (* 1957), niederländischer Bahnradsportler
- Pieters, Terrance (* 1996), niederländischer Hockeyspieler
- Pieters, Trijntje Westra (1783–1861), niederländische Eisschnellläuferin
- Pieterse, Constant (1895–1992), niederländischer Ruderer
- Pieterse, Corné (* 1964), niederländischer Botaniker und Mikrobiologe
- Pieterse, Ernest (1938–2017), südafrikanischer Autorennfahrer
- Pieterse, Henk (* 1959), niederländischer Basketballspieler
- Pieterse, Jan (* 1942), niederländischer Radrennfahrer, niederländischer Meister im Radsport
- Pieterse, Puck (* 2002), niederländische Radrennfahrerin
- Pieterse, Sasha (* 1996), US-amerikanische SchauspielerinSasha Pieterse (* 1996)

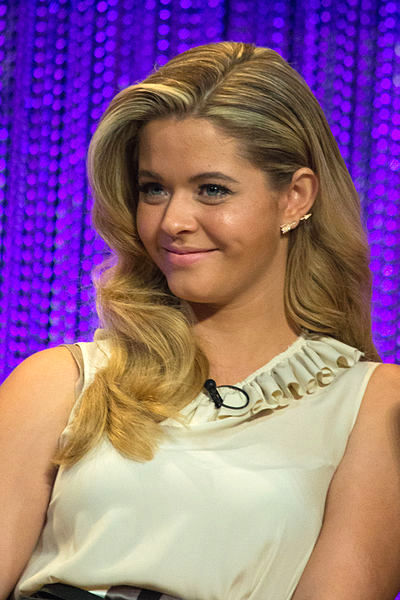
Sasha Pieterse (* 1996)

- Pietersen, Charl (* 1991), südafrikanischer Dartspieler
- Pietersen, JP (* 1986), südafrikanischer Rugby-Spieler
- Pietersen, Judith (* 1989), niederländische Volleyballspielerin
- Pietersen, Kevin (* 1980), englischer Cricketspieler
- Pietersma, Albert (1935–2025), kanadischer Alttestamentler und Gräzist
- Pietersma, Jelmer (* 1982), niederländischer Mountainbikerennfahrer
- Pieterson, George (1942–2016), niederländischer Klarinettist
- Pieterson, Hector (1963–1976), südafrikanischer Schüler
- Pietersz, Magdalena, niederländische Malerin

#### Pieth
- Pieth, Friedrich (1874–1953), Schweizer Historiker, Lehrer, Bibliothekar und Redakteur
- Pieth, Mark (* 1953), Schweizer Rechtswissenschaftler und Antikorruptionsexperte
- Pieth, Willy (1883–1934), deutscher Bibliothekar und Politiker

#### Pieti
- Pietikäinen, Aatto (1921–1966), finnischer Skispringer
- Pietikäinen, Matti (1927–1967), finnischer Skispringer
- Pietikäinen, Sirpa (* 1959), finnische Politikerin, Mitglied des Reichstags, MdEP
- Pietilä Holmner, Johan (* 1991), schwedischer Skirennläufer
- Pietilä Holmner, Maria (* 1986), schwedische Skirennläuferin
- Pietilä, Reima (1923–1993), finnischer Architekt
- Pietilä, Sami (* 1975), finnischer Skilangläufer
- Pietilä, Tuulikki (1917–2009), finnische Grafikerin und ProfessorinTuulikki Pietilä (1917–2009)

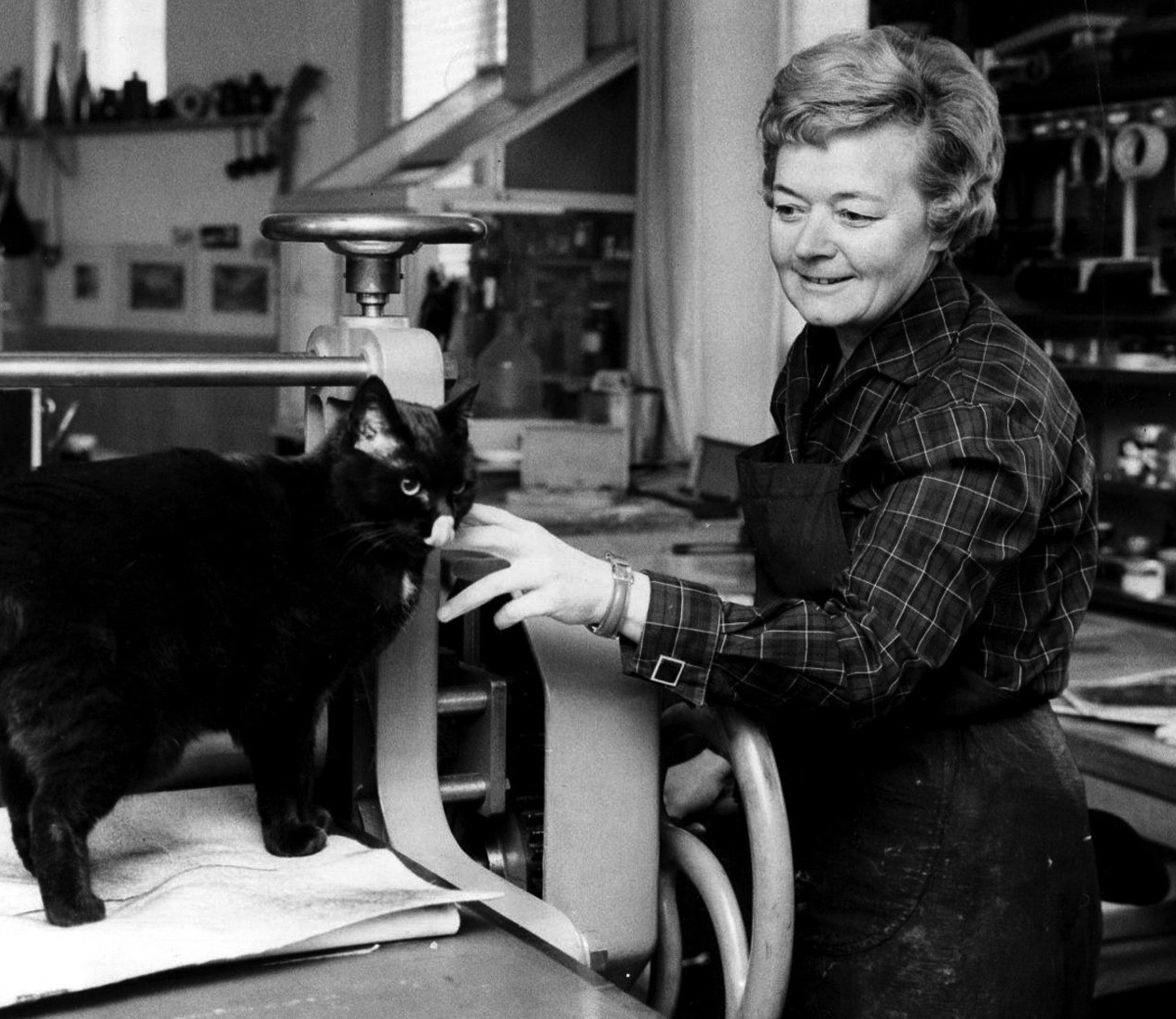
Tuulikki Pietilä (1917–2009)

#### Pietk
- Pietkiewicz, Beata (* 1981), litauische Politikerin, Mitglied des Seimas
- Pietkin, Lambert (1613–1696), Komponist
- Pietkin, Nicolas (1849–1921), Priester und wallonischer Aktivist

#### Pietr
- Pietra, Georg Della (* 1953), Schweizer Musiker
- Pietra, Giovanni Battista della (1871–1940), italienischer römisch-katholischer Erzbischof und Diplomat des Heiligen Stuhls
- Pietragrua, Carlo Luigi († 1726), italienischer Komponist, Kapellmeister und Chorleiter
- Pietralata, Giovanni Battista († 1587), italienischer römisch-katholischer Geistlicher und Bischof von Sant’Angelo dei Lombardi e Bisaccia
- Pietralla, Norbert (* 1967), deutscher Kernphysiker
- Pietrangeli, Antonio (1919–1968), italienischer Regisseur
- Pietrangeli, Carlo (1912–1995), italienischer Klassischer Archäologe und Kunsthistoriker
- Pietrangeli, Nicola (* 1933), italienischer TennisspielerNicola Pietrangeli (* 1933)

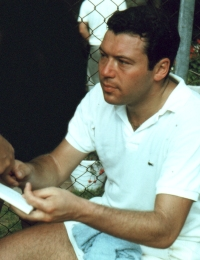
Nicola Pietrangeli (* 1933)

- Pietrangeli, Paolo (1945–2021), italienischer Filmregisseur und Cantautore
- Pietrangelo, Alex (* 1990), kanadischer Eishockeyspieler
- Pietrangelo, Amelia (* 1993), kanadische Fußballspielerin
- Pietrantoni, Augustina (1864–1894), italienische Ordensfrau
- Pietras, Peter (1908–1993), US-amerikanischer Fußballspieler
- Pietrasanta, Angelo (1834–1876), italienischer Maler
- Pietrasiewicz, Tomasz (* 1955), polnischer Theaterregisseur und Leiter eines jüdischen Museums
- Pietrasik, Ariel (* 1999), polnisch-luxemburgischer Handballspieler
- Pietrasik, Ronny (* 1987), deutscher Rennrodler
- Pietraß, Manuela, deutsche Erziehungswissenschaftlerin
- Pietraß, Richard (* 1946), deutscher Lyriker, Übersetzer und Herausgeber
- Pietraszak, Leonard (1936–2023), polnischer Schauspieler
- Pietraszewska, Danuta (* 1947), polnische Politikerin (Platforma Obywatelska), Mitglied des Sejm
- Pietraszewski, Lucjan (1917–1995), polnischer Radrennfahrer
- Pietraszko, Jan (1911–1988), polnischer Geistlicher, römisch-katholischer Weihbischof in Krakau
- Pietrczak, Werner (* 1930), deutscher Fußballspieler
- Piètre, Samuel (* 1984), französischer Fußballspieler
- Pietreczko, Ricardo (* 1994), deutscher DartspielerRicardo Pietreczko (* 1994)

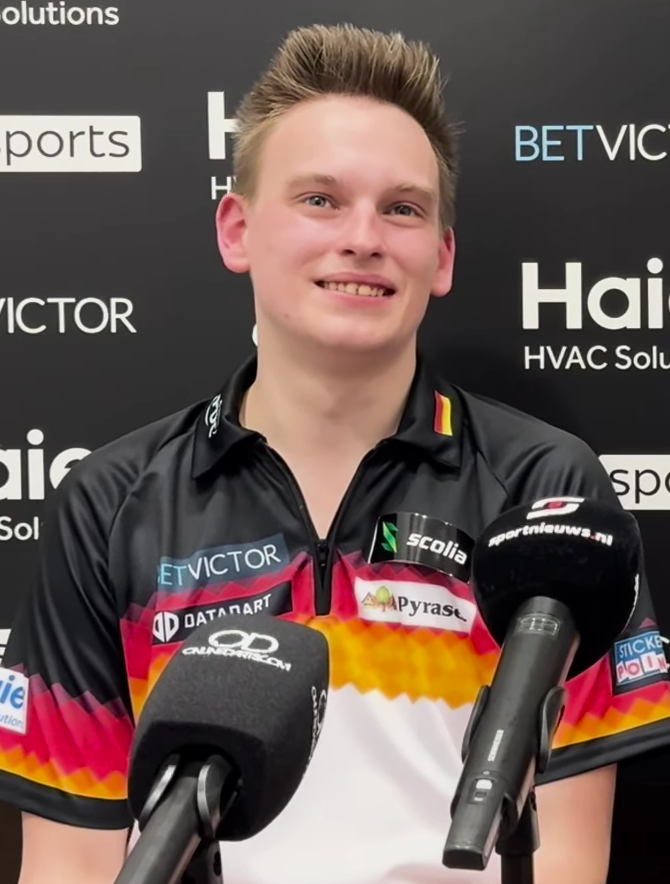
Ricardo Pietreczko (* 1994)

- Pietrek, Anja-Nadin (* 1979), deutsche Volleyballspielerin
- Pietrek, Kira (* 1983), polnische Dichterin, Illustratorin und Grafikerin
- Pietrek, Winfried (* 1932), katholischer Priester und Publizist
- Pietri, Charles (1932–1991), französischer Historiker
- Pietri, Dorando (1885–1942), italienischer Marathonläufer
- Piétri, François (1882–1966), französischer Politiker der Dritten Republik, Diplomat und Schriftsteller
- Pietri, Giuseppe (1886–1946), italienischer Komponist
- Pietri, Loïc (* 1990), französischer Judoka
- Pietri, Marlyse (* 1940), Schweizer Verlegerin
- Pietri, Pietro de’, italienischer Maler
- Pietrini, Daniela (* 1971), italienische Romanistin und Sprachwissenschaftlerin
- Pietrini, Elena (* 2000), italienische Volleyballspielerin
- Pietro Atenolfo, italienischer Benediktiner und Kardinal
- Pietro Barbone († 1588), italienischer Bildhauer und Architekt der Renaissance
- Pietro da Fano, italienischer Medailleur
- Pietro da Rimini, italienischer Maler des Mittelalters
- Pietro d’Abano († 1316), italienischer Arzt, Philosoph und AstrologePietro d’Abano († 1316)

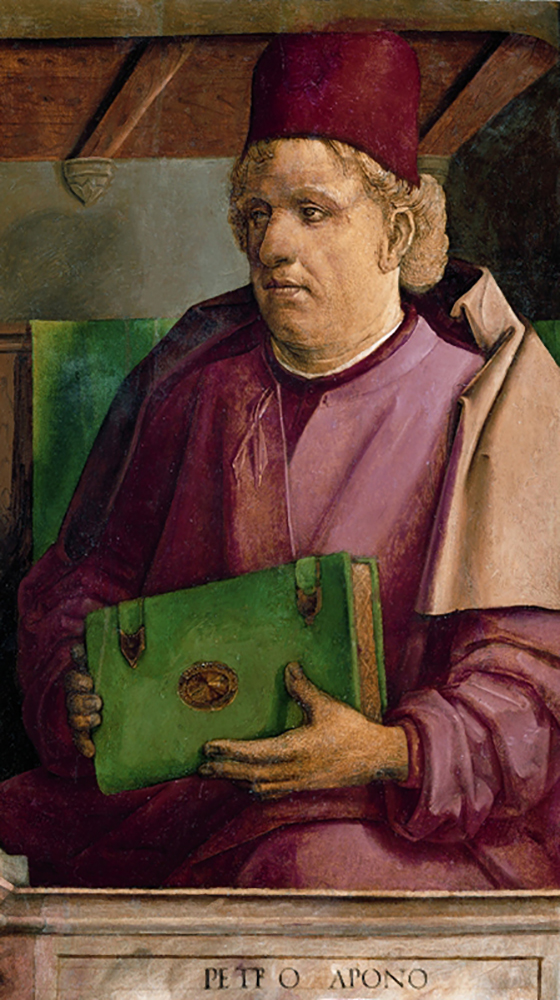
Pietro d’Abano († 1316)

- Pietro de L’Aquila († 1298), Kardinal der katholischen Kirche
- Pietro de Saliba, italienischer Maler
- Pietro Gradenigo (1251–1311), Doge von Venedig (1289–1311)
- Pietro II. Orseolo (961–1009), Doge von Venedig (991–1009)
- Pietro II. Tocco, neapolitanischer Patrizier, Seneschall
- Pietro Orseolo (* 928), Doge von Venedig (976–978) und Heiliger
- Pietro Papareschi, italienischer Kardinal
- Pietro Tempesta († 1315), Graf von Eboli
- Pietro, Dave (* 1964), amerikanischer Jazzmusiker (Altsaxophon, Komposition)
- Pietrodarchi, Mario Stefano (* 1980), italienischer Akkordeonist und Bandoneon-Spieler
- Pietrogiovanna, Tino (* 1950), italienischer Skiläufer und -trainer
- Pietromarchi, Carlo (* 1937), italienischer Autorennfahrer
- Pietromarchi, Enrico (1934–2015), italienischer Diplomat
- Pietromarchi, Luca (1895–1978), italienischer Diplomat
- Pietron, Dörte (* 1981), deutsche Bergsteigerin und Kletterin
- Pietronero, Luciano (* 1949), italienischer Physiker
- Pietroniro, Phil (* 1994), italo-kanadischer Eishockeyspieler
- Pietropaoli, Enzo (* 1955), italienischer Jazz-Bassist
- Pietropoli, Manuel (* 1990), italienischer Snowboarder
- Pietropolli, Daniele (* 1980), italienischer Radrennfahrer
- Pietrow-Ennker, Bianka (* 1951), deutsche Historikerin
- Pietrowski, Karol, polnischer Komponist
- Pietruczuk, Bartosz (* 1993), polnischer Volleyballspieler
- Pietrulla, Anselmo (1906–1992), deutscher Ordensgeistlicher und römisch-katholischer Bischof von Tubarão
- Piétrus, Florent (* 1981), französischer Basketballspieler
- Pietrus, Illan (* 2005), französischer Basketballspieler
- Piétrus, Mickaël (* 1982), französischer Basketballspieler
- Pietruschka, Marie (* 1995), deutsche Schwimmerin
- Pietruska, Frank (* 1970), deutscher Fußballtorwart
- Pietruski, Stanisław Konstanty (1811–1874), galizischer Pomologe, Entomologe und Ornithologe
- Pietrusky, Friedrich (1893–1971), deutscher Gerichtsmediziner und Hochschullehrer
- Pietruszczak, Stanisława (* 1953), polnische Eisschnellläuferin
- Pietruszewski, Alan (* 1962), US-amerikanischer Schauspieler
- Pietruszka, Frédéric (* 1954), französischer Florettfechter
- Pietryga, Stefan (* 1954), deutscher Bildhauer und Maler
- Pietryja, Paweł (* 1992), polnischer Badmintonspieler
- Pietrzak, Jan (* 1937), polnischer Kabarettist
- Pietrzak, Łucja (* 1995), polnische Radsportlerin
- Pietrzak, Michał (* 1989), polnischer Sprinter
- Pietrzak, Włodzimierz (1913–1944), polnischer Jurist und Dichter
- Pietrzko, Kasia (* 1994), polnische Jazzmusikerin (Piano, Komposition)
- Pietrzok, Frank (1964–2022), deutscher Politiker (SPD), MdBB
- Pietrzok, Wolfgang (* 1949), deutscher Fotokünstler und Kunstpädagoge
- Pietrzyk, Jerzy (* 1955), polnischer Leichtathlet
- Pietrzykowski, Tadeusz (1917–1991), polnischer Boxer und Überlebender mehrere KonzentrationslagerTadeusz Pietrzykowski (1917–1991)

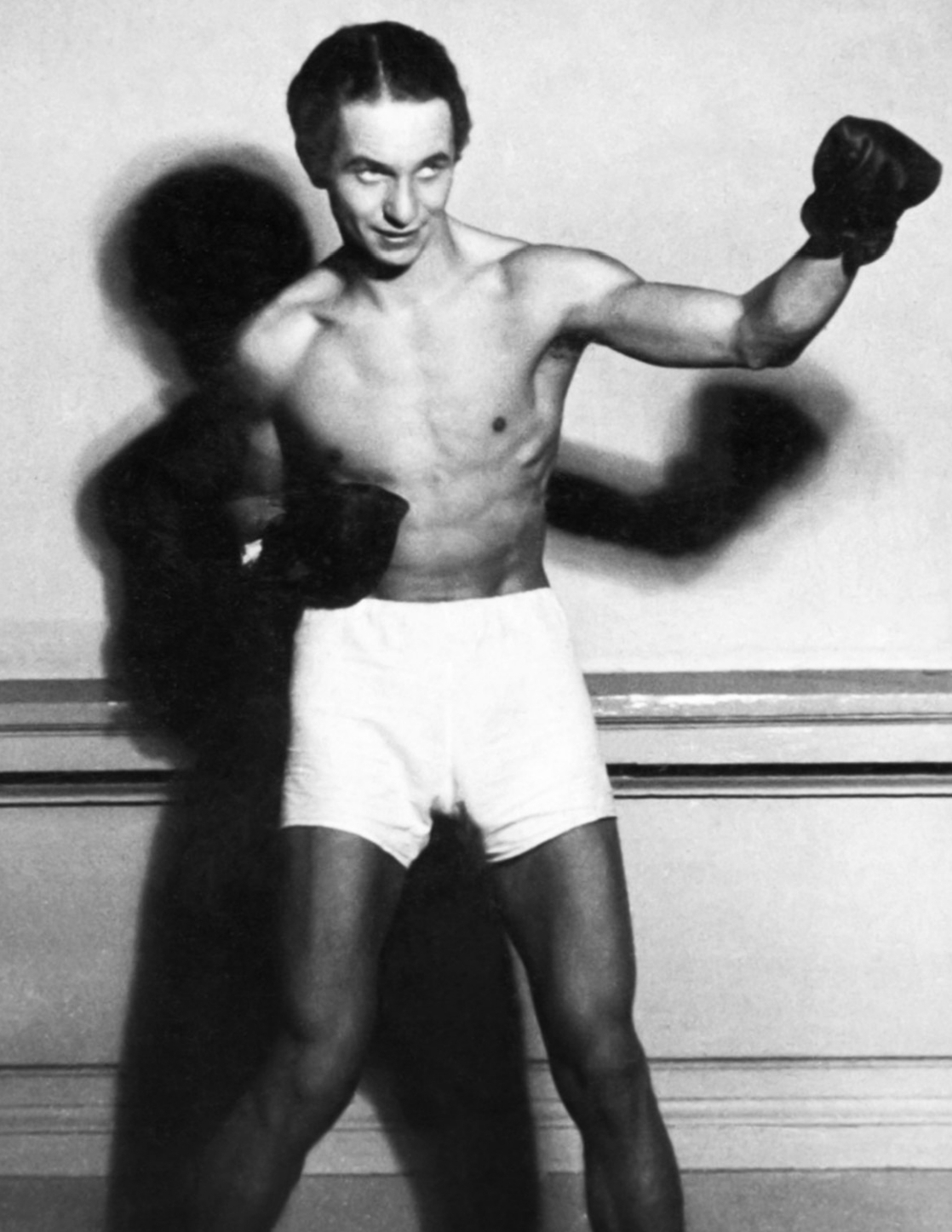
Tadeusz Pietrzykowski (1917–1991)

- Pietrzykowski, Zbigniew (1934–2014), polnischer Boxer und Politiker, Mitglied des Sejm
- Pietrzynski, Ingrid (* 1947), deutsche Mediensoziologin und -historikerin

#### Piets
- Pietsch, Albrecht (1934–2024), deutscher Mathematiker
- Pietsch, Alexander (* 1956), deutscher Fußballspieler
- Pietsch, Alexander (* 1972), deutscher Jockey
- Pietsch, Boris (* 1971), deutscher SchauspielerBoris Pietsch (* 1971)

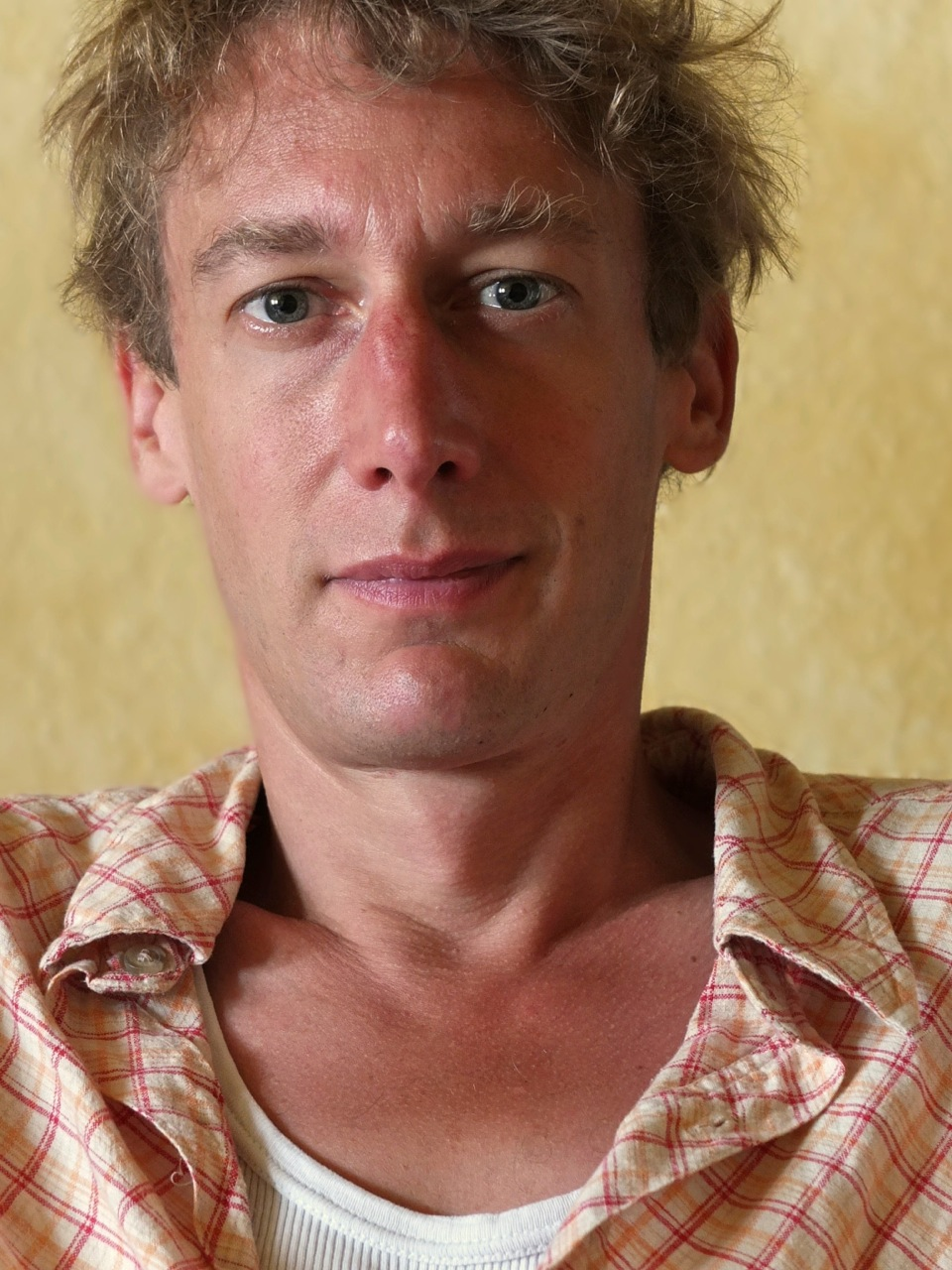
Boris Pietsch (* 1971)

- Pietsch, Christian (* 1960), deutscher Klassischer Philologe
- Pietsch, Edgar (1913–1987), deutscher Ingenieur und Hochschullehrer
- Pietsch, Erich (1902–1979), deutscher Chemiker und Dokumentar
- Pietsch, Erich (1905–1950), deutscher Parteifunktionär (NSDAP)
- Pietsch, Ernst Robert (1850–1928), deutscher Landschaftsgärtner in Oberschlesien
- Pietsch, Franziska (* 1969), deutsche Geigerin
- Pietsch, Friedrich (1896–1969), deutscher Archivar und Schriftsteller
- Pietsch, Gerhard (1939–2013), deutscher Sportjournalist
- Pietsch, Gina (* 1946), deutsche Sängerin und Schauspielerin
- Pietsch, Gustav (1891–1956), deutscher Politiker (SPD), MdA
- Pietsch, Gustav (1893–1975), deutscher Kapitän, Politiker und Fluchthelfer in Danzig
- Pietsch, Hans (1907–1967), deutscher Mathematiker und Kryptologe
- Pietsch, Hans (1968–2003), deutscher Go-Spieler
- Pietsch, Horst (1934–2019), deutscher Politiker (SED), OB von Schwerin
- Pietsch, Jan-Niklas (* 1991), deutscher Eishockeyspieler
- Pietsch, Janine (* 1982), deutsche Schwimmerin
- Pietsch, Jari (* 1991), deutscher Eishockeyspieler
- Pietsch, Johann Valentin (1690–1733), deutscher Arzt und Dichter in Königsberg
- Pietsch, Johannes (* 2001), österreichischer SängerJohannes Pietsch (* 2001)

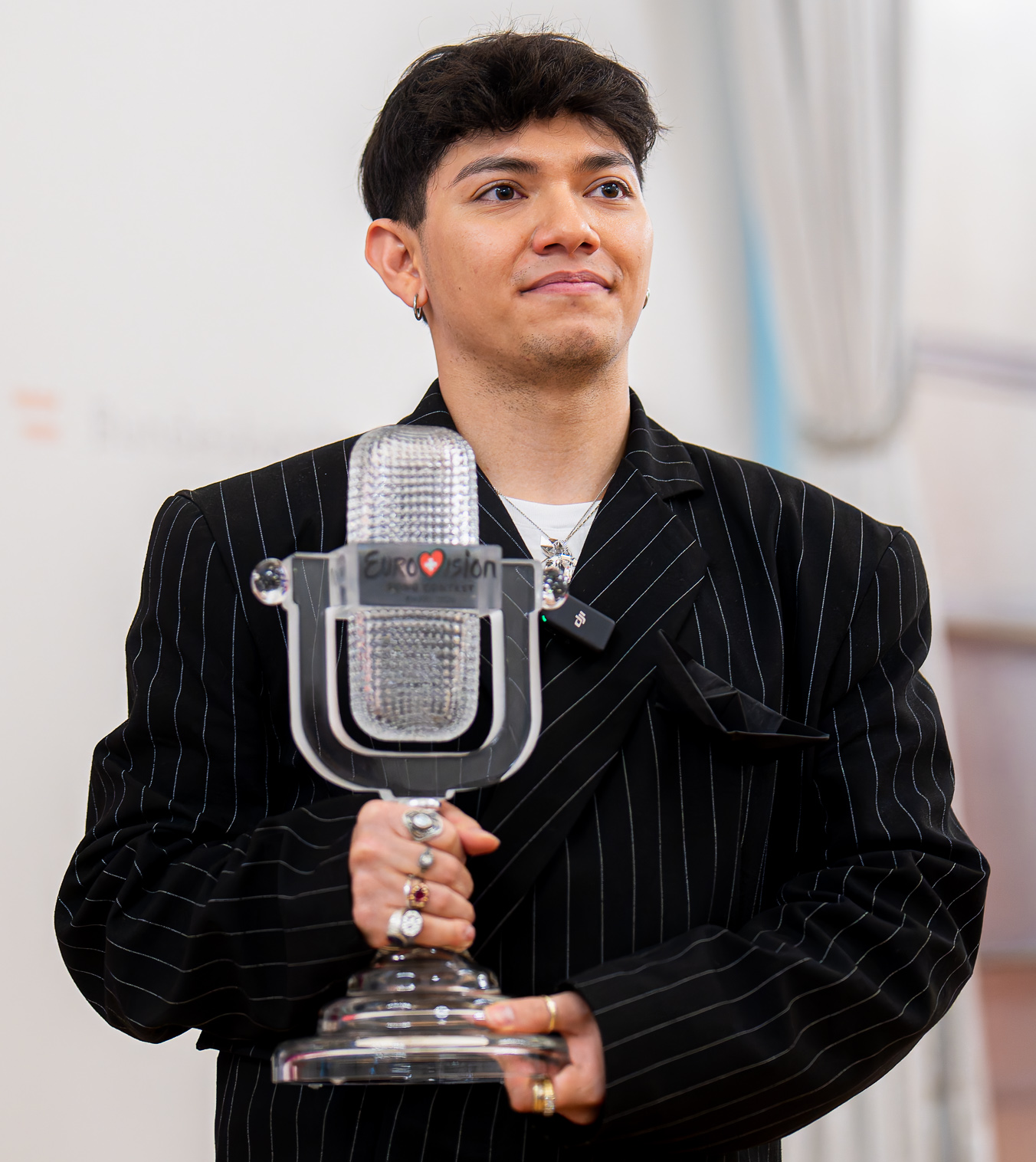
Johannes Pietsch (* 2001)

- Pietsch, Jürgen (* 1948), deutscher Stadtplaner, Landschaftsgärtner und Stadtökologe
- Pietsch, Karl (1860–1930), deutscher Romanist und Hispanist
- Pietsch, Karl (* 1943), österreichischer Politiker (SPÖ), Landtagsabgeordneter
- Pietsch, Leo (1905–1981), österreichischer katholischer Weihbischof der Diözese Graz-Seckau
- Pietsch, Ludwig (1824–1911), deutscher Maler, Kunstschriftsteller und Feuilletonist
- Pietsch, Manfred (1936–2015), deutscher Maler und Grafiker
- Pietsch, Martha (* 2003), deutsche Basketballspielerin
- Pietsch, Max (1902–1976), österreichischer Wirtschaftswissenschaftler und Soziologe
- Pietsch, Michael (1958–2022), deutscher Mediziner und Politiker (CDU)
- Pietsch, Michael (* 1967), deutscher Theologe, Professor für Altes Testament an der Augustana-Hochschule Neuendettelsau
- Pietsch, Michael (* 1984), deutscher Schauspieler, Puppenbauer und Puppenspieler
- Pietsch, Monika (* 1943), deutsche Schauspielerin und Hörspielsprecherin
- Pietsch, Oskar (1918–2012), deutscher Filmarchitekt und Maler
- Pietsch, Otto (1874–1960), deutscher Schriftsteller
- Pietsch, Paul (1877–1945), deutscher Verwaltungsjurist in Preußen, Landrat in Schlesien
- Pietsch, Paul (1911–2012), deutscher Automobilrennfahrer und Verleger
- Pietsch, Peter-Paul (* 1954), deutscher Automobilrennfahrer und Verleger
- Pietsch, Rainer (1944–1997), deutscher Musikproduzent, Sänger, Songwriter und Dirigent
- Pietsch, Rainer (* 1957), deutscher Fußballspieler
- Pietsch, Robin (* 1988), deutscher Koch und UnternehmerRobin Pietsch (* 1988)

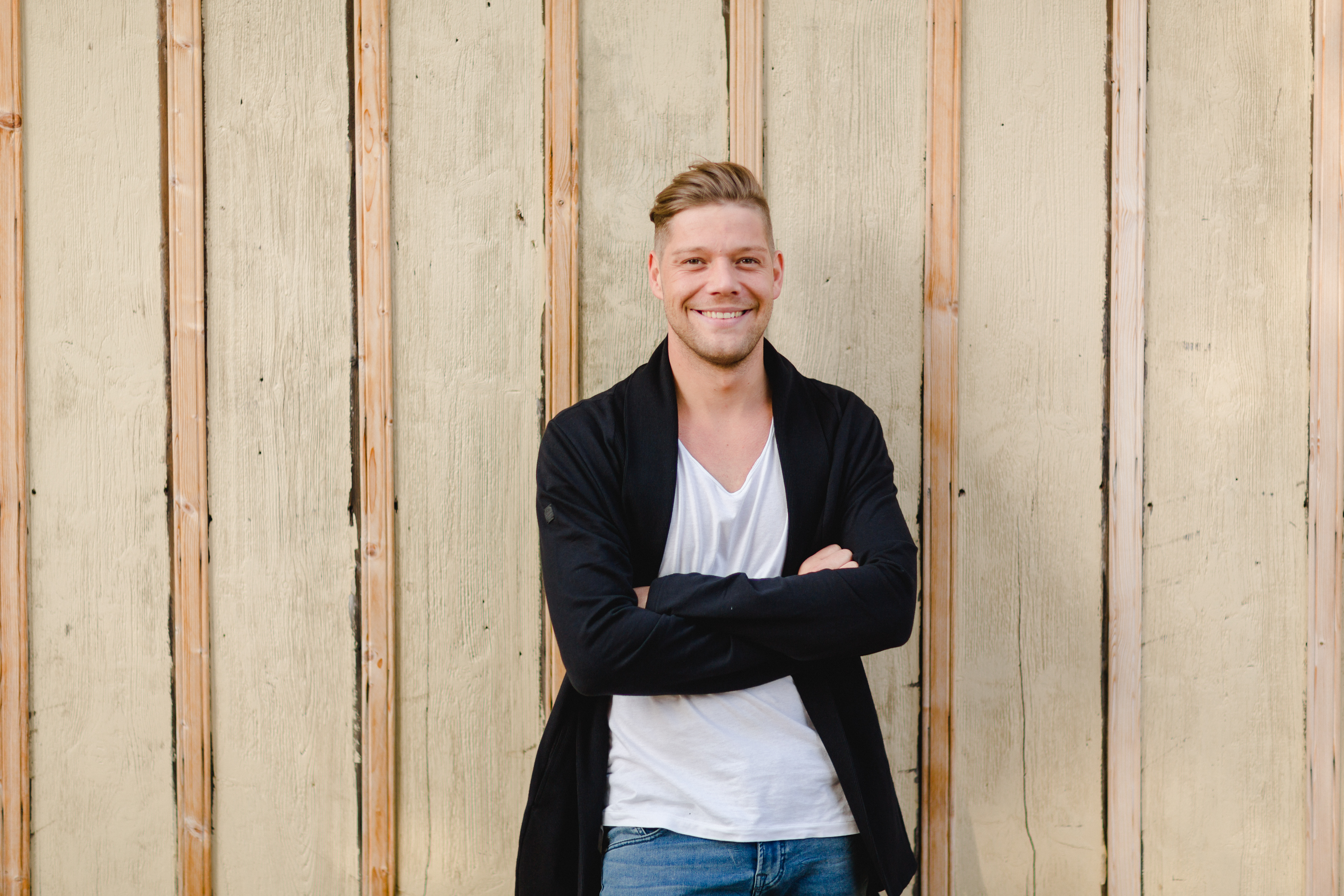
Robin Pietsch (* 1988)

- Pietsch, Roland (* 1965), deutscher Einzelhandelskaufmann und Forstwissenschaftler
- Pietsch, Rudolf (1951–2020), österreichischer Musiker und Musikwissenschaftler
- Pietsch, Theodore Wells (* 1945), US-amerikanischer Systematist und Evolutionsbiologe
- Pietsch, Thomas (* 1960), deutscher Wirtschaftsinformatiker
- Pietsch, Thorsten (* 1962), deutscher Kriminalautor
- Pietsch, Ullrich (* 1952), deutscher Physiker und Hochschullehrer
- Pietsch, Ulrich (* 1950), deutscher Kunsthistoriker
- Pietsch, Wolfgang (1929–1974), deutscher Komponist
- Pietsch, Wolfgang (* 1935), deutscher Kameramann und Drehbuchautor
- Pietsch, Wolfgang (* 1955), deutscher Fußballspieler
- Pietsch, Yasmin (* 1991), deutsche Fußballspielerin
- Pietscher, Carl (1900–1973), deutscher Jurist und Politiker (DNVP, CDU), MdB
- Pietschker, Alfred Werner (1887–1911), deutscher Flugpionier
- Pietschker, Käthe (1861–1949), preußische Stifterin
- Pietschker, Rudi (1917–1999), deutscher Politiker (SPD), MdA
- Pietschmann, Andreas (* 1969), deutscher Schauspieler sowie Hörspiel- und HörbuchsprecherAndreas Pietschmann (* 1969)

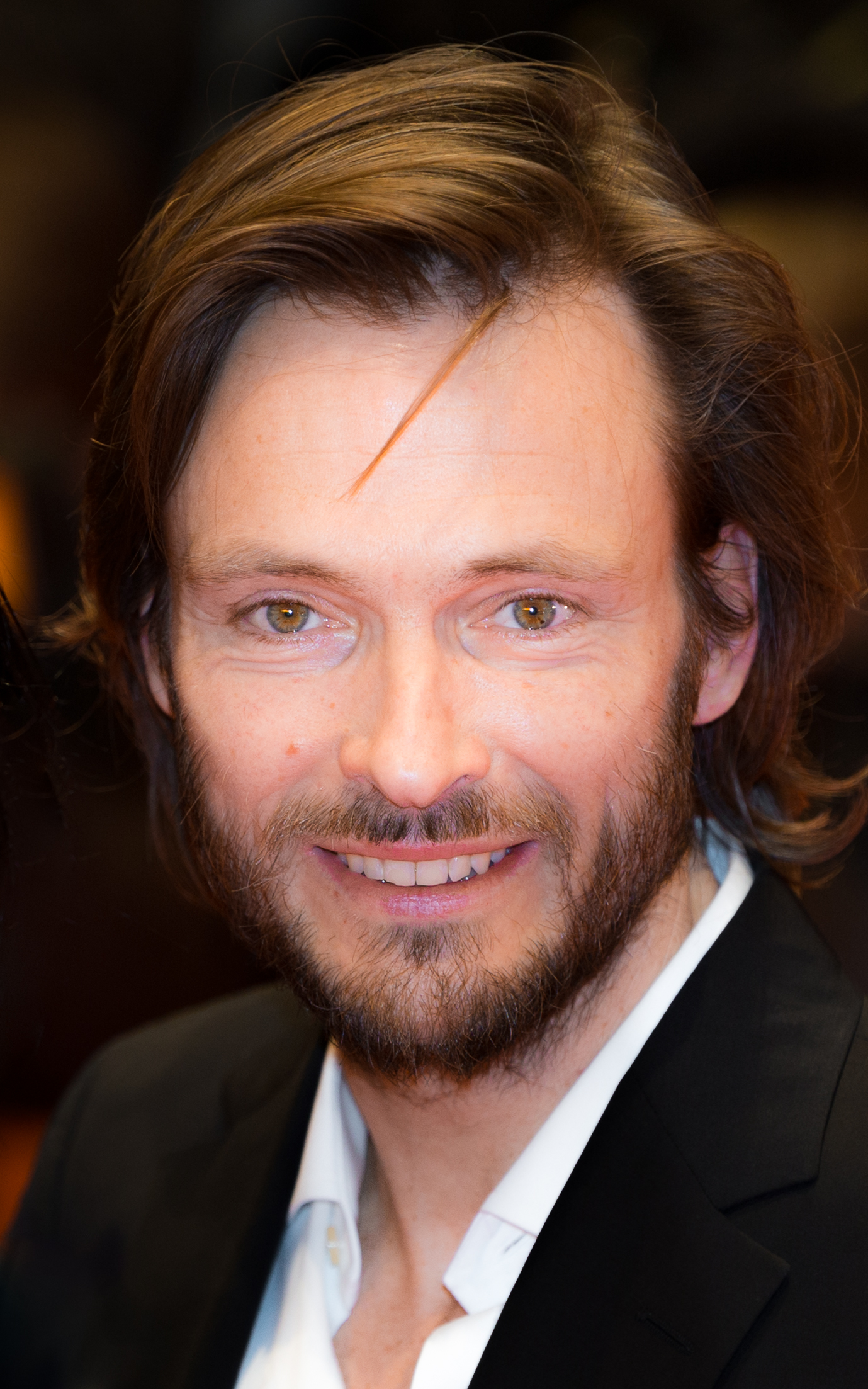
Andreas Pietschmann (* 1969)

- Pietschmann, Bernd (1962–2024), deutscher Wirtschaftswissenschaftler und Rektor an der FH Aachen
- Pietschmann, Edmund (1731–1801), 44. Abt des Klosters Neuzelle
- Pietschmann, Herbert (* 1936), österreichischer Physiker
- Pietschmann, Horst (* 1940), deutscher Historiker
- Pietschmann, Karl (1897–1938), deutscher Maler
- Pietschmann, Klaus (* 1972), deutscher Musikwissenschaftler und Hochschullehrer
- Pietschmann, Max (1865–1952), deutscher Maler und Grafiker
- Pietschmann, Patrik (* 1988), deutscher Komponist, Arrangeur und Keyboarder
- Pietschmann, Richard (1851–1923), deutscher Bibliothekar und Orientalist
- Pietschmann, Sandra (* 1970), deutsche Politikerin (parteilos), Bürgermeisterin von Mettmann
- Pietschmann, Victor (1881–1956), österreichischer Ichthyologe
- Pietschmann, Werner (1932–2003), deutscher Jockey und Trainer im deutschen Galoppsport

#### Piett
- Pietta, Daniel (* 1986), deutscher Eishockeyspieler
- Piette, Albert (* 1960), französischer Anthropologe
- Piette, Elisabeth (1785–1852), Trappistin, Priorin, Äbtissin und Klostergründerin in Deutschland und Frankreich
- Piette, Jean Louis (1767–1833), französisch-deutscher Papierfabrikant
- Piette, Louis (1803–1862), französisch-preußischer Papierfabrikant, Erfinder, Verleger und Buchautor
- Piette, Ludovic (1826–1878), französischer Maler des Impressionismus
- Piette, Maurice (1871–1953), französischer Politiker
- Piette, Prosper Joseph Maria (1806–1872), Unternehmer in der Papierindustrie
- Piette, Samuel (* 1994), kanadischer Fußballspieler

#### Pietu
- Pietuszewski, Oskar (* 2008), polnischer Fußballspieler

#### Pietz
- Pietz, Amy (* 1969), US-amerikanische Schauspielerin
- Pietz, Carl Matthias Aloys (1849–1881), deutscher Politiker
- Pietz, Christoph (* 1964), deutscher Leichtathlet
- Pietz, Hans-Wilhelm (* 1956), deutscher evangelischer Theologe
- Pietz, Pit-Arne (* 1969), Schweizer Schauspieler
- Pietzcker, Carl (1936–2024), deutscher Literaturwissenschaftler
- Pietzcker, Eduard (1862–1929), deutscher Reichsgerichtsrat
- Pietzcker, Ivo (* 2002), deutscher Schauspieler
- Pietzcker, Jost (* 1945), deutscher Rechtswissenschaftler
- Pietzcker, Till (* 1968), deutscher Jurist und politischer BeamterTill Pietzcker (* 1968)

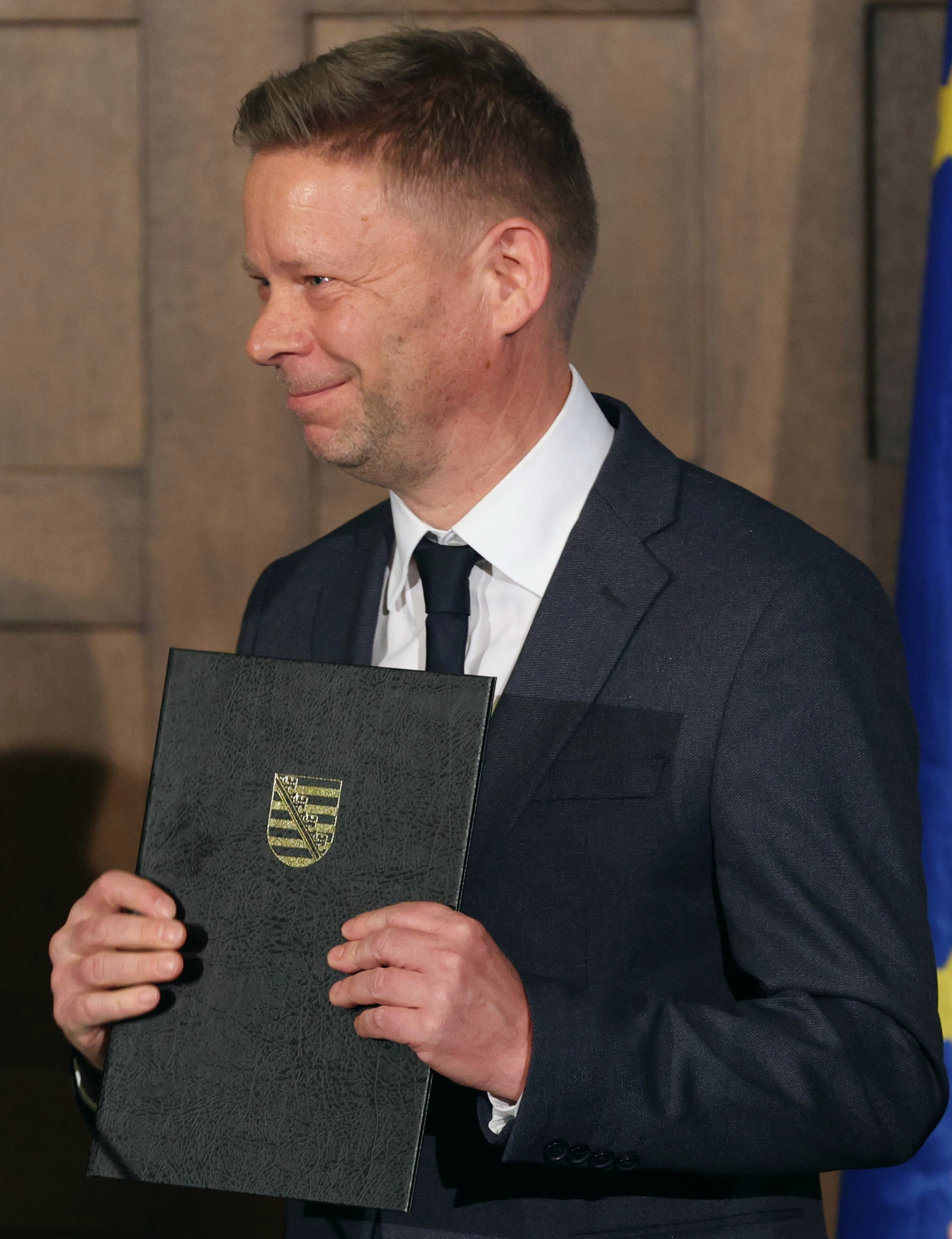
Till Pietzcker (* 1968)

- Pietzel, Bruno (1875–1940), deutscher Glockengießer
- Pietzke, Wilma (1912–1977), deutsche Malerin
- Pietzker, Friedrich (1844–1916), deutscher Lehrer, Schulbuchautor und Mathematiker
- Pietzner, Carl (1853–1927), Fotograf
- Pietzner, Klaus (* 1970), deutscher Schauspieler und Synchronsprecher
- Pietzner, Margot (1921–1998), deutsche Aufseherin im KZ Ravensbrück
- Pietzner, Rainer (* 1943), deutscher Rechtswissenschaftler und Richter am Bundesverwaltungsgericht
- Pietzner, Verena (* 1973), deutsche Pädagogin und Professorin für Didaktik der Chemie
- Pietzonka, Erich (1906–1989), deutscher Oberst der Luftwaffe der WehrmachtErich Pietzonka (1906–1989)

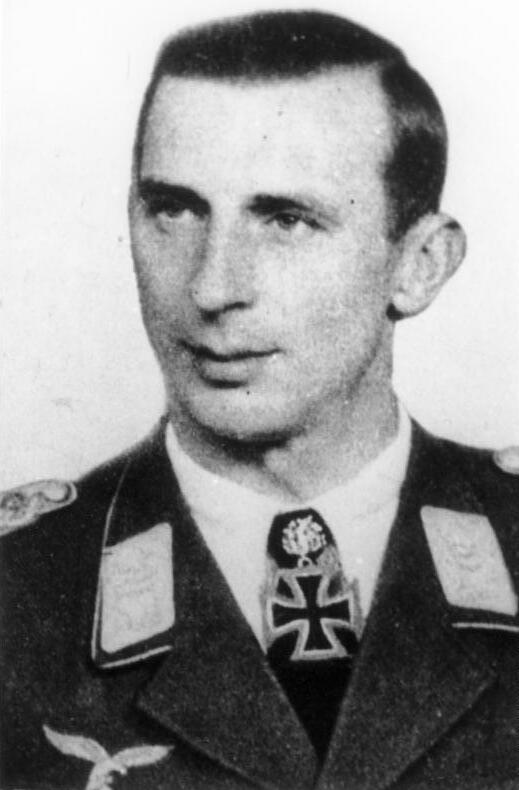
Erich Pietzonka (1906–1989)

- Pietzonka, Heinz (1932–2017), deutscher DBD-Funktionär, MdV
- Pietzonka, Johannes (1904–1989), deutscher Lehrer und Heimatforscher
- Pietzsch, Albert (1874–1957), deutscher Ingenieur und Unternehmer, Leiter der Reichswirtschaftskammer
- Pietzsch, Eckehard (* 1939), deutscher Volleyballspieler
- Pietzsch, Frank-Michael (* 1942), deutscher Politiker (CDU), MdL
- Pietzsch, Franz August (1792–1855), preußischer Landrat und Geheimer Oberrechnungsrat
- Pietzsch, Gerhard (1904–1979), deutscher Musikwissenschaftler
- Pietzsch, Gottfried August (1759–1840), deutscher evangelischer Geistlicher
- Pietzsch, Harry (1929–2003), deutscher Schauspieler
- Pietzsch, Heiner (1930–2021), deutscher Unternehmer, Kunstsammler und Mäzen
- Pietzsch, Joachim (* 1947), deutscher Handballspieler und -trainer
- Pietzsch, Jochen (* 1963), deutscher Rennrodler
- Pietzsch, Kurt (1884–1964), deutscher Geologe, Direktor des Geologischen Dienstes Freiberg (Sachsen)
- Pietzsch, Martin (1866–1961), deutscher Architekt
- Pietzsch, Nikola (* 1974), deutsche Handballspielerin
- Pietzsch, Richard (1872–1960), deutscher Maler des Impressionismus
- Pietzsch, Thomas (* 1952), deutscher Politiker (CDU), MdL
- Pietzsch, Ulrich (* 1937), deutscher Maler und Autor
- Pietzsch, Wolfgang (1930–1995), deutscher Großmeister im Schach
- Pietzuch, Emil (* 1899), deutscher kommunistischer Funktionär

### Piew
- Pieweck, Katja, deutsche Opernsängerin (Mezzosopranistin / dramatischer Sopran)

### Piey
- Pieydagnelle, Eusebius, französischer Serienmörder

### Piez
- Piezonka, Henny (* 1976), deutsche Prähistorikerin
- Piezunka, Dirk (* 1969), deutscher Jazzmusiker (Saxophon)
- Piezunka, Jens (* 1967), deutscher Jazzmusiker (Kontrabass) und Chorleiter